# Ian Smith
Pour les articles homonymes, voir Ian Smith (homonymie) et Smith.
Ian Smith (né le 8 avril 1919 à Selukwe en Rhodésie du Sud et mort le 20 novembre 2007 au Cap en Afrique du Sud) est un homme d'État rhodésien, député (1948-1987), membre notable du Front rhodésien et Premier ministre de Rhodésie (futur Zimbabwe) du 13 avril 1964 au 1er juin 1979. Premier Rhodésien d'origine à cette fonction, il dirige le gouvernement principalement blanc qui proclame unilatéralement l'indépendance du pays vis-à-vis du Royaume-Uni en 1965. Durant les quatorze années d'isolement diplomatique qui suivent, il supervise les actions des forces de sécurité qui combattent les guérillas nationalistes noires soutenues par l'Union soviétique. Il abandonne le pouvoir en 1979 après la signature d'un accord de paix et reste le chef de l'opposition parlementaire jusqu'en 1987.
Né dans une famille de colons britanniques à Selukwe, une petite ville de la province des Midlands, Smith combat comme pilote dans la Royal Air Force sur les fronts du Moyen-Orient et d'Europe durant la Seconde Guerre mondiale. Abattu en Italie en 1944, il parvient à éviter la capture et à rejoindre les lignes alliées mais il fut blessé au visage et conserve des séquelles toute sa vie. Démobilisé, il achète une ferme près de sa villa natale et en 1948, il est élu député ; à 29 ans, il était le plus jeune membre du Parlement. Initialement affilié au Parti libéral, il rejoint le Parti fédéral uni en 1953 et gravit ses échelons durant les années 1950. Il démissionne en 1961 pour protester contre la nouvelle constitution du territoire et l'année suivante, il aide Winston Field à fonder le Front rhodésien fermement conservateur qui exige l'indépendance immédiate et est opposé à la prise de pouvoir de la majorité noire.
Le Front rhodésien remporte largement l'élection législative de 1962 et Smith succède à Field au poste de premier ministre en 1964. Le gouvernement britannique de Harold Wilson refusant d'accorder l'indépendance à la Rhodésie tant que cette dernière ne mettrait pas en place un programme de transfert de pouvoir à la majorité noire, Smith et son cabinet décident de la proclamer de manière unilatérale le 11 novembre 1965. Soumis aux sanctions des Nations unies, le pays devient diplomatiquement isolé et le gouvernement doit affronter les mouvements nationalistes noirs lors de la guerre du Bush.
En 1978, Smith négocie un accord avec le chef nationaliste Abel Muzorewa ; la Rhodésie devient le Zimbabwe-Rhodésie avec une nouvelle constitution et Muzorewa est élu premier ministre. Les mouvements menés par Joshua Nkomo et Robert Mugabe s'opposent néanmoins à ces négociations et poursuivent leurs activités de guérilla tandis que la communauté internationale refuse de lever les sanctions. Smith participe à la délégation de Muzorewa qui signe les accords de Lancaster House avec les groupes rebelles en 1980 mettant ainsi fin à quinze années de guerre civile. Le pays devient le Zimbabwe, qui est rapidement reconnu par l'ONU, et Robert Mugabe est élu premier ministre. Smith devient un de ses principaux opposants en tant que chef de l'opposition et le reste dans sa retraite après 1987. Alors que le prestige de Mugabe est affecté par la ruine du Zimbabwe, la réputation de Smith s'améliore dans le pays et à l'étranger. Il reste au Zimbabwe jusqu'en 2005 avant de s'installer au Cap en Afrique du Sud pour des raisons de santé. Après sa mort deux ans plus tard, ses cendres furent dispersées dans sa ferme.
Smith reste une figure très controversée ; ses partisans le considèrent comme un symbole de résistance et d'intégrité « qui comprenait les vérités inconfortables de l'Afrique » tandis que ses opposants le décrivent comme un « raciste invétéré » dont les actions firent des milliers de victimes et contribuèrent aux crises du Zimbabwe.

## Jeunesse

### Enfance

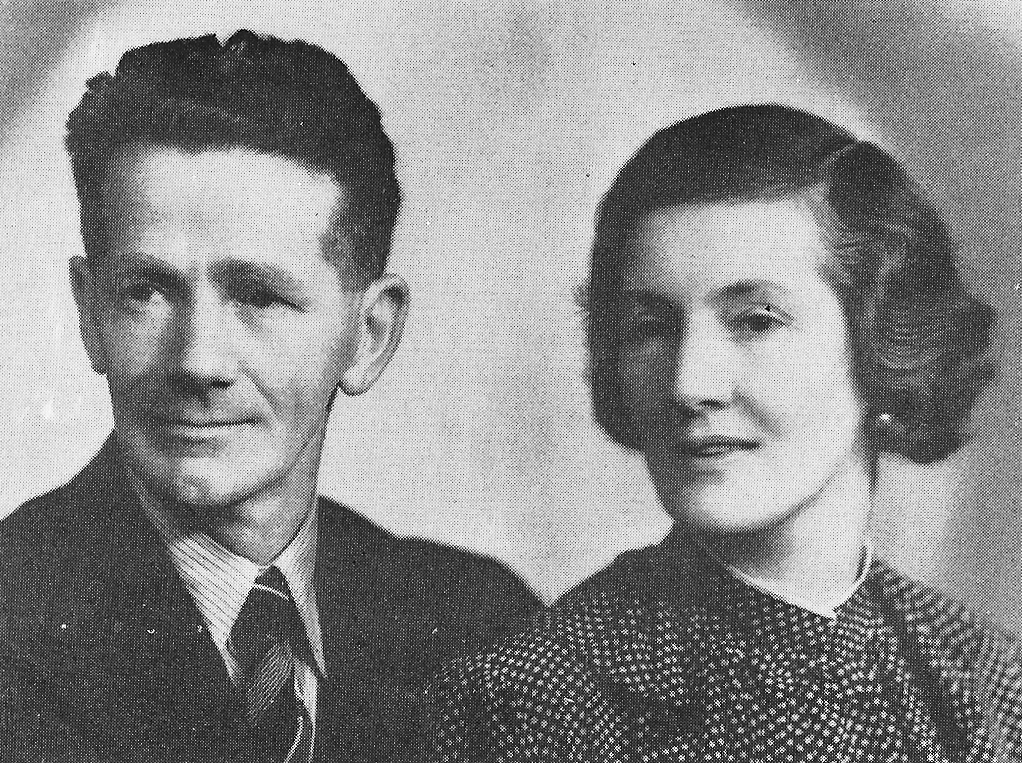
Les parents de Ian Smith, Jock et Agnes, en 1935.

Ian Douglas Smith est né le 8 avril 1919 à Selukwe, une petite ville minière de la province des Midlands à environ 310 km au sud-ouest de la capitale de la Rhodésie du Sud, Salisbury. Il avait deux sœurs aînées, Phyllis et Joan, et un frère cadet, Hilary, né en 1923 mais mort d'une pneumonie peu après. Son père, John Douglas « Jock » Smith, était le fils d'un boucher et d'un éleveur de Hamilton en Écosse qui s'était installé en Rhodésie du Sud en 1898 à l'âge de 18 ans ; en plus d'être un éleveur et un boucher prospère, il possédait un garage à Selukwe. En 1907, il rencontra Agnes Hodgson alors âgée de 16 ans dont la famille, originaire de Frizington (en) dans le comté anglais de Cumberland, s'était installée à Selukwe l'année précédente. Le père d'Agnes renvoya néanmoins son épouse et ses enfants en Angleterre en 1908 mais Jock Smith se rendit sans prévenir à Frizington pour demander sa main ; ils ne s'étaient pas vus pendant trois ans. Ils se marièrent et revinrent ensemble en Rhodésie où Jock remporta le derby organisé à Salisbury à l'occasion du couronnement du roi George V du Royaume-Uni.
Le couple s'impliqua largement dans la vie locale. Jock présida le comité de développement du village et commanda la compagnie de volontaires de Selukwe ; il fut également l'un des membres fondateurs de la loge maçonnique locale et présida les clubs de football et de rugby. De son côté, Agnes créa l'institut des femmes de Selukwe et les deux reçurent, à des dates différentes, l'ordre de l'Empire britannique pour leurs activités au sein de la communauté. Smith écrivit dans ses mémoires que « [ses] parents s'efforcèrent d'inculquer les principes et les valeurs morales, le sens du bien et du mal et l'intégrité à leurs enfants… Ils représentaient de merveilleux exemples à émuler ». Il considérait son père comme « un homme de principes extrêmement solides, l'un des hommes les plus justes que j'ai jamais rencontré et c'est de cette manière qu'il m'a élevé. Il me disait toujours que nous avions le droit à notre moitié du pays et que les noirs avaient droit à la leur ». Élevé sur la frontière de l'Empire britannique dans la plus jeune colonie de peuplement du Royaume-Uni, Smith et sa génération de Rhodésiens blancs avaient la réputation d'être « plus britanniques que les Britanniques », un fait dont ils étaient particulièrement fiers.
Après avoir été élève à l'école primaire de Selukwe, Smith devint interne à la Chaplin School de Gwelo à environ 30 km de la maison familiale. Il se fit rapidement remarquer pour ses talents de sportif et durant sa dernière année à Gwelo, il fut capitaine des équipes de cricket, de rugby et de tennis, remporta la plupart des épreuves d'athlétisme et excella au tir au fusil. Il rapporta plus tard qu'il « était un absolument dingue de sport… rétrospectivement, je reconnais que j'aurais dû consacrer bien plus de temps à mon travail scolaire et moins au sport ». Ses résultats étaient néanmoins loin d'être médiocres et il entra à l'université Rhodes de Grahamstown en Afrique du Sud en 1938. Cette dernière comptait de nombreux étudiants rhodésiens en partie car la Rhodésie n'avait alors pas d'université et en raison de son association homonyme avec Cecil Rhodes. Il y étudia en vue d'obtenir une licence en commerce. Après s'être blessé au genou en jouant au rugby, il s'intéressa à l'aviron et rejoignit l'équipage de l'université.

### Seconde Guerre mondiale

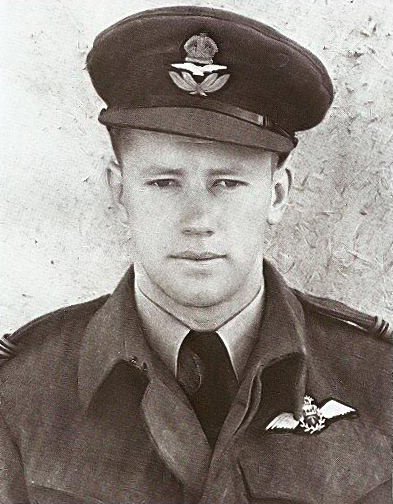
Ian Smith en 1942 ou 1943

Lorsque la Seconde Guerre mondiale éclata en septembre 1939, la Rhodésie du Sud était une colonie autonome depuis seize ans. Diplomatiquement alignée sur le Royaume-Uni, elle entra automatiquement dans le conflit après la déclaration de guerre britannique à l'Allemagne le 3 septembre. Smith était alors à la moitié de son cursus universitaire et il déclara plus tard que son patriotisme l'avait poussé à mettre de côté ses études pour « combattre pour le Royaume-Uni et tout ce qu'il représentait ». Fasciné par la perspective de piloter un Spitfire, il voulut rejoindre l'armée de l'air rhodésienne mais cette dernière refusait d'accepter des étudiants qui n'avaient pas été diplômés. Il parvint néanmoins à s'enrôler en 1940 en s'abstenant d'indiquer qu'il poursuivait ses études et entra formellement dans la Royal Air Force, qui avait absorbé l'armée de l'air rhodésienne l'année précédente, en septembre 1941.
Dans le cadre du plan d'entraînement aérien du Commonwealth britannique, Smith passa un an à Gwelo et devint pilote en septembre 1942,. Il espérait être déployé en Grande-Bretagne mais fut stationné au Moyen-Orient puis en Égypte. En octobre 1943, son Hurricane s'écrasa au décollage après une défaillance du moteur et il s'en sortit avec la mâchoire, une jambe et une épaule cassées,. Il fut également gravement blessé au visage et subit une opération de chirurgie plastique et des greffes de peau au Caire. Du fait de cette chirurgie, le côté droit de son visage resta paralysé, ce qui lui donnait un sourire figé et un air assez inexpressif ; ses blessures provoquèrent également une légère claudication et il ne pouvait pas rester assis longtemps sans douleur. Après cinq mois de convalescence, il fut jugé apte à revoler en mars 1944. Il déclina une proposition pour retourner comme instructeur en Rhodésie et réintégra son escadron en mai 1944 en Corse.
Durant une opération de mitraillage au sol contre une gare dans le nord de l'Italie le 22 juin 1944, le Spitfire de Smith fut touché par la défense antiaérienne allemande et il sauta en parachute derrière les lignes ennemies. Il fut brièvement caché par une famille de paysans avant de rejoindre un groupe de partisans italiens avec lesquels il mena des opérations de sabotage pendant trois mois. Lorsque les Allemands se retirèrent de la zone en octobre 1944, Smith tenta de rallier les forces alliées qui venaient de débarquer dans le sud de la France. Avec trois autres résistants, tous de pays européens différents, et un guide local, Smith traversa les Alpes maritimes dans des conditions difficiles étant donné la saison et leur manque d'équipement. Le groupe fut récupéré par des soldats américains en novembre 1944. Smith refusa à nouveau de rentrer en Rhodésie et retourna sur le front en avril 1945 avec l'escadron no 130 déployé en Allemagne de l'Ouest. Il réalisa plusieurs missions de combat jusqu'à la capitulation allemande en mai et fut démobilisé à la fin de l'année avec le grade de capitaine d'aviation.

### Entrée en politique

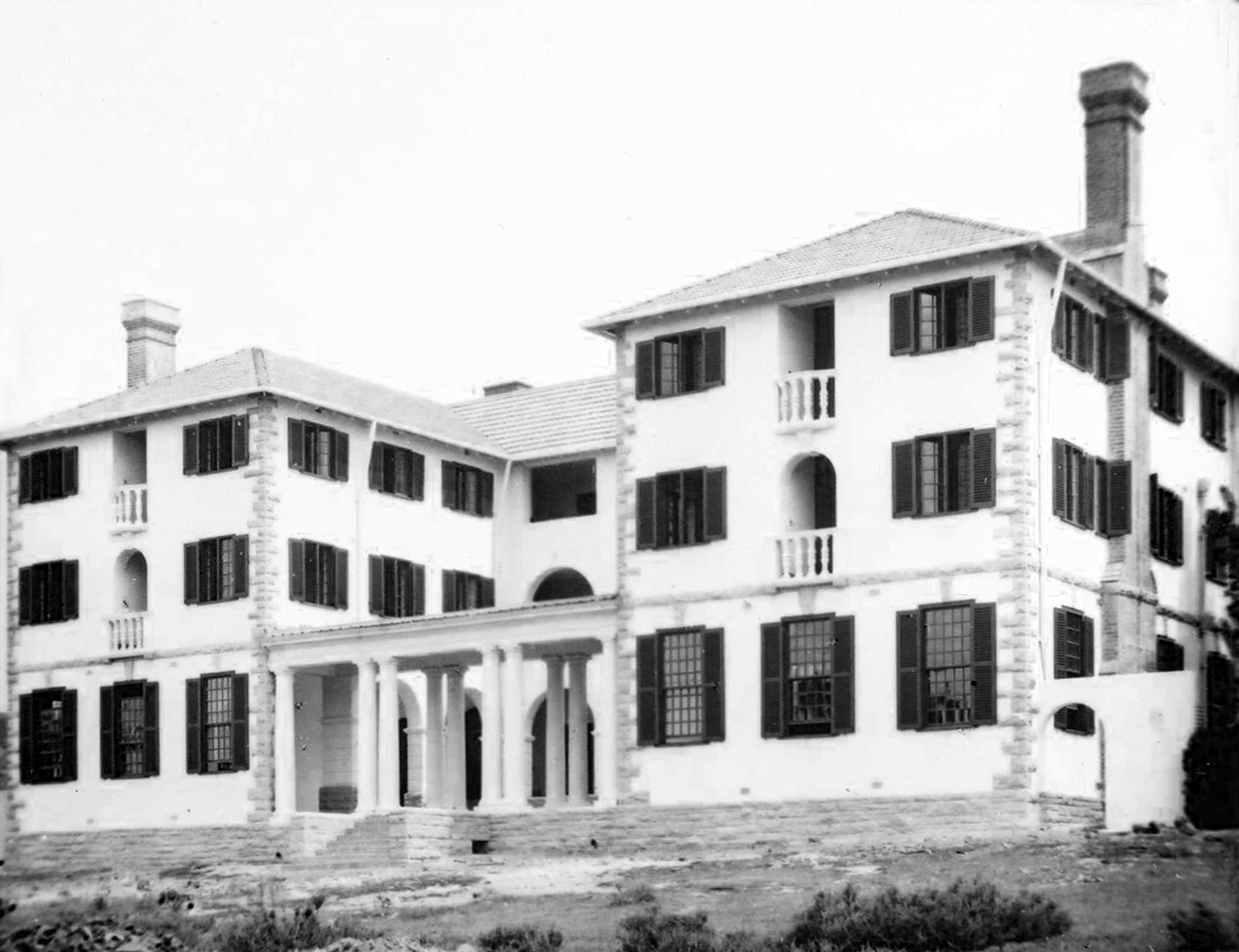
College House, la résidence des étudiants masculins de l'université Rhodes

Comme la santé de Jock s'était détériorée après la guerre, la famille envisagea d'envoyer Ian mener une nouvelle vie aux États-Unis auprès de son oncle Elijah, un prospère homme d'affaires de New York. Smith n'avait cependant aucune envie de quitter la Rhodésie et il décida de terminer ses études avant d'acheter une ferme près de Selukwe. Il retourna donc à l'université Rhodes où les anciens combattants représentaient environ 40 % des 1 000 étudiants. Il devint le porte-parole des vétérans de l'université et le président du conseil des étudiants. Il abandonna la présidence du club d'aviron en avançant que ses autres activités lui prenaient trop de temps mais il accepta d'entraîner l'équipage. L'entraînement était réalisé suivant une discipline militaire et l'équipe de l'université Rhodes remporta la course inter-universitaire sud-africaine de 1946 au barrage Vaal (en) au sud de Johannesbourg face à l'équipage de la riche université du Witwatersrand. À la fin de l'année, il obtint sa licence en commerce, « par miracle » selon lui, et retourna en Rhodésie pour étudier au collège agricole de Gwebi près de Salisbury.
Il suivit les cours dédiés aux anciens combattants et apprit les techniques de labour, d'élevage et de traite ; pour les travaux pratiques, il travailla dans une laiterie près de Selukwe et dans une plantation de tabac à Marandellas. En 1947, il rencontra Janet Duvenage (née Watt), une enseignante de la province sud africaine du Cap, qui s'était installée à Selukwe avec sa famille après la mort de son époux. Ce qu'elle avait envisagé comme une brève période de repos pour ses deux jeunes enfants, Jean et Robert, et elle se transforma en un séjour permanent quand elle accepta un poste à l'école primaire de la ville. Smith écrivit plus tard qu'il fut attiré par son intelligence, son courage et « son opposition à l'idée d'esquiver les problèmes… sa tendance était de prendre la décision courageuse plutôt que de choisir une sortie facile » ; ils se fiancèrent en 1948. À la même période, Smith acheta un terrain difficile près de Selukwe entre les rivières Lundi et Impali et traversée par un ruisseau. Le couple baptisa ce terrain de 1 500 hectares, « Gwenoro », d'après le nom donné au ruisseau par la tribu karanga vivant dans la région et elle créa un ranch pour élever du bétail et cultiver du tabac et du maïs.
En juillet 1948, le gouvernement de Godfrey Huggins du Parti uni de Rhodésie perdit un vote de confiance au Parlement et des élections générales furent planifiées pour septembre. En août, Smith fut approché par des membres du Parti libéral appartenant à l'opposition qui lui demandèrent de se présenter à Selukwe. Les libéraux menés par Jacob Smit étaient, malgré leur nom, conservateurs et représentaient les intérêts agricoles, miniers et industriels. Smith était initialement réticent et avança qu'il avait d'autres priorités mais il accepta quand un des représentants du Parti libéral lui indiqua qu'en se lançant en politique, il pourrait défendre les valeurs pour lesquelles il avait combattu durant la Seconde Guerre mondiale. Alors que leur mariage était prévu deux semaines plus tard, Janet fut étonnée de la décision de son fiancé de briguer un siège au Parlement car elle ne l'avait jusque-là jamais entendu parler de politique. Smith lui expliqua que « je ne peux pas dire que je sois vraiment intéressé par la politique partisane mais j'ai toujours été très intéressé par les politiques sensées ». Smith devint officiellement membre du Parti libéral, finalisa son achat de Gwenoro et épousa Janet en adoptant ses deux enfants, le tout en août 1948. Ils passèrent quelques jours aux chutes Victoria pour leur lune de miel avant de partir en campagne électorale.
Le système électoral rhodésien n'accordait le droit de vote qu'à ceux remplissant certains critères financiers et éducatifs. Ces critères étaient les mêmes quelle que soit la couleur de peau mais comme peu de noirs les remplissaient ; par conséquent, les électeurs et les parlementaires étaient en très grande majorité blancs même s'ils ne représentèrent jamais plus de 5 % de la population totale. Smith fit campagne dans la vaste circonscription de Selukwe et devint très populaire. De nombreuses familles blanches l'appréciaient en raison des mérites de son père ou car elles avaient des enfants qui avaient été à l'école avec lui. Son service dans la RAF fut un atout important d'autant plus que son adversaire du Parti uni, Petrus Cilliers, avait été emprisonné durant le conflit en raison de son pacifisme. Le 15 septembre 1948, Smith arriva en tête devant Cilliers et le candidat travailliste avec 361 voix sur 747 et devint donc député de Selukwe. À 29 ans, il était le plus jeune parlementaire de l'histoire de la Rhodésie du Sud. L'élection fut néanmoins une déroute pour le Parti libéral au niveau national qui perdit sept de ses douze députés. Smit, qui avait été battu à Salisbury, se retira et fut remplacé comme chef de l'opposition par Raymond Stockil.

## Carrière parlementaire

### Débuts

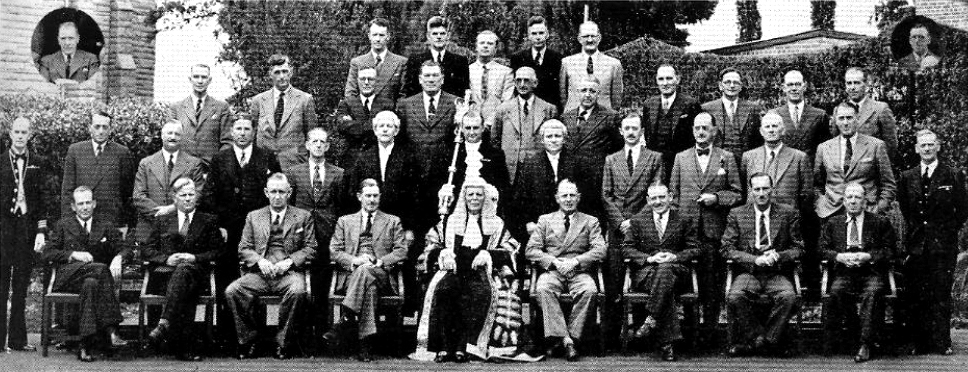
La septième assemblée législative de Rhodésie du Sud élue en 1948. Smith est la personne la plus à gauche au dernier rang.

En raison de la petite taille de la Rhodésie et de l'absence de controverses importantes au niveau national, son parlement unicaméral ne siégeait alors que deux fois par an pour une durée totale de trois mois et les débats se déroulaient dans l'après-midi avant et après une pause d'une demi-heure pour un thé en extérieur. Les activités parlementaires de Smith à Salisbury le détournèrent donc peu de son ranch. Ses interventions devant le Parlement, la plupart consacrées aux questions agricoles et minières, furent peu notables mais ses efforts au sein du parti lui valurent le respect et la confiance de Stockil. Janet s'occupait des affaires de Gwenoro durant les absences de son époux et elle donna naissance à son unique enfant biologique, Alec, le 20 mai 1949.
L'obtention du statut de dominion n'était alors pas vu comme une question importante par la plupart des hommes politiques rhodésiens qui considéraient qu'ils étaient déjà virtuellement indépendant ; seules les affaires étrangères n'étaient pas de leur ressort mais ils étaient réticents à l'idée de devoir financer des consulats et des ambassades à l'étranger,. Huggins et le Parti uni cherchaient initialement à former une fédération semi-indépendante avec la Rhodésie du Nord et le Nyassaland, deux protectorats administrés directement depuis Londres avec l'objectif à long terme de créer un dominion unique dans le nord de l'Afrique australe.
Smith était l'un de ceux pour qui la question de l'indépendance était importante. Durant les débats sur la fédération au Parlement, il demanda que si la Rhodésie du Sud préférait celle-ci à l'indépendance, une clause devait garantir le statut de dominion à la Rhodésie du Sud dans le cas d'un éclatement de la fédération. Le Parti uni rejeta cette proposition en avançant que la nouvelle entité devait être présentée comme indissoluble pour qu'elle puisse obtenir des prêts. Smith n'était pas particulièrement favorable au projet fédéral mais il le défendit publiquement lorsque l'électorat l'approuva par référendum en avril 1953. Il déclara au Rhodesia Herald que comme ce projet avait été adopté, il était dans l'intérêt de la Rhodésie du Sud que chacun fasse son possible pour qu'il réussisse. Le 29 avril 1953, de nombreux membres du Parti libéral et lui rejoignirent le nouveau Parti fédéral dirigé par Huggins et Roy Welensky de Rhodésie du Nord.

### Fédération

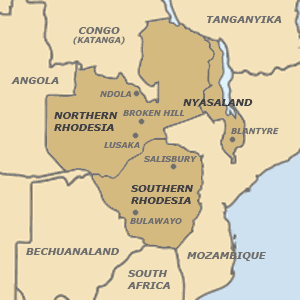
Carte des trois territoires de la Fédération de Rhodésie et du Nyassaland

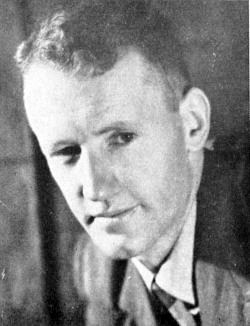
Ian Smith dans les années 1950.

La fédération de Rhodésie et du Nyassaland était largement dominée par la Rhodésie du Sud qui était le plus développé des trois territoires ; Salisbury était la capitale de l'entité et Huggins son premier ministre. Garfield Todd succéda à Huggins comme premier ministre de Rhodésie du Sud en 1953. Après avoir démissionné de son siège de Selukwe, Smith brigua et remporta l'élection dans la circonscription des Midlands lors de la première élection fédérale le 15 décembre 1953. Pour Welensky, qui devint premier ministre fédéral lors du départ en retraite de 1956 de Huggins, Smith « ne passa pas beaucoup de temps à Salisbury » dans les premières années de la Fédération et avait « trois principaux centres d'intérêt… l'un était l'heure d'été, l'autre était l'éducation européenne et il montrait toujours une passion pour l'agriculture ».
Smith reçut sa première fonction gouvernementale en novembre 1958 juste après l'élection fédérale au cours de laquelle il fut réélu député de Gwanda quand l'un des ministres de Welesky proposa qu'il devienne secrétaire parlementaire dans le nouveau gouvernement du Parti uni fédéral (UFP). Welensky rejeta l'idée, en avançant que s'il appréciait l'ancienneté de Smith au Parlement, il ne considérait pas qu'il « avait la motivation suffisante » pour une telle fonction. Il décida alors de le nommer whip en chef, un rôle généralement comme un tremplin vers un portefeuille ministériel, pour voir ses capacités.
Selon sa biographe Phillippa Berlyn, Smith resta un personnage assez banal en tant whip en chef, même s'il était reconnu par ses pairs comme quelqu'un d'efficace. Clifford Dupont, alors le whip en chef du Dominion Party dans l'opposition, avança par la suite que l'écrasante majorité de l'UFP à l'assemblée fédérale donna peu d'occasions à Smith de s'illustrer étant donné que peu de votes étaient réellement problématiques.

### Rupture avec l'UFP
Alors que le mouvement de décolonisation de l'Afrique s'accélérait après le discours du Wind of Change du premier ministre britannique Harold MacMillan, la Fédération affronta dès sa création une forte opposition noire en particulier en Rhodésie du Nord et au Nyassaland,. Même si Todd abaissa les critères financiers et éducatif en 1957 pour accroître le nombre d'électeurs noirs, très peu d'entre eux s'enregistrèrent sur les listes électorales en raison des intimidations et des agressions menées par les mouvements nationalistes noirs. Ces derniers estimaient que la violence et le boycott de la politique permettraient aux noirs d'obtenir plus rapidement le contrôle des institutions. Pour tenter de sécuriser l'indépendance de la Rhodésie du Sud en cas d'éclatement de la Fédération, le premier ministre Edgar Whitehead, qui avait succédé à Todd en 1958, accepta une nouvelle constitution avec le Royaume-Uni en 1961. Cette dernière ne contenait aucune garantie explicite pour une future indépendance mais Whitehead, Welensky et d'autres partisans la présentèrent comme la « constitution de l'indépendance » par laquelle la Rhodésie du Sud deviendrait un royaume du Commonwealth sur le même plan que l'Australie, le Canada et la Nouvelle-Zélande si la Fédération se divisait.
Smith était l'un des plus farouches opposants à cette nouvelle constitution. Il s'opposa à la division de l'électorat entre un groupe « A » et un groupe « B » en indiquant que ce système était racialiste et refusa l'idée que les premiers parlementaires noirs soient élus par une base non représentative. Il déclara que « notre politique passé a toujours été d'avoir un gouvernement, en Rhodésie, basé sur le mérite et sur le fait que le peuple ne se préoccupe pas que vous soyez noir ou blanc ». Il pointa également le fait que le texte ne garantissait pas explicitement l'indépendance en cas de dissolution de la Fédération. Lors du vote du parti sur la constitution le 22 février 1961, Smith fut le seul des 280 délégués à voter contre. Profondément déçu par ces développements, il quitta le parti peu après et siégea comme indépendant à l'assemblée fédérale. Il apporta son soutien à l'United Group, une coalition fragile rassemblant les opposants à la constitution comme les conservateurs du Dominion Party de Winston Field et les libéraux, même si leurs raisons étaient variées et parfois contradictoires. Les chefs nationalistes noirs étaient initialement favorables à la constitution et signèrent une version préliminaire mais la rejetèrent presque immédiatement en appelant à boycotter les élections selon les nouvelles dispositions,. Le 26 juillet 1961, 66 % des électeurs, principalement blancs, se prononcèrent en faveur de la nouvelle constitution.

### Création du Front rhodésien

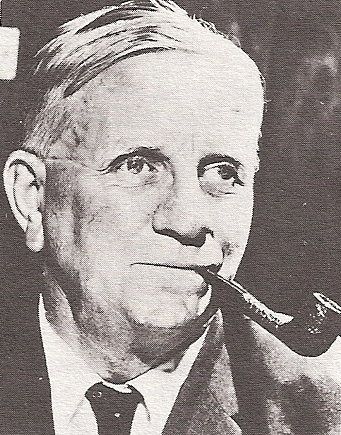
Les politiques libérales d'Edgar Whitehead inquiétèrent de nombreux blancs sans convaincre beaucoup de noirs de le soutenir et elles contribuèrent à sa défaite en 1962

Alors que le gouvernement britannique supervisait le transfert du pouvoir de la minorité blanche à la majorité noire au Nyassaland et se préparait à faire de même en Rhodésie du Nord, Smith jugea que la Fédération était une cause perdue et décida de créer un nouveau parti qui défendrait l'indépendance de la Rhodésie du Sud sans transfert de pouvoir immédiat à la majorité noire. Avec le soutien de l'industriel millionnaire D. C. « Boss » Lilford, il forma en décembre 1961 le Parti réformateur rhodésien (RRP) regroupant des déçus de l'UFP. Dans le même temps, Whitehead tenta de contrer les nationalistes noirs et de convaincre les noirs de s'enregistrer sur les listes électorales. Le principal groupe nationaliste, le Parti démocratique national, fut interdit en raison de ses pratiques violentes même s'il se reforma en tant que Zimbabwe African People's Union (ZAPU) et le premier ministre annonça que l'UFP abolirait le Land Apportionment Act, réservant les droits fonciers dans certaines zones aux blancs, s'il remportait les prochaines élections. Ces actes convainquirent peu d'électeurs noirs et irritèrent de nombreux blancs qui rejoignit le RRP ou le Dominion Party de Field.
Smith, Field et d'autres se rencontrèrent à Salisbury le 13 mars 1962 et décidèrent de s'unir contre Whitehead au sein du Front rhodésien (RF). La composition du nouveau parti était assez disparate entre les anciens membres de l'UFP comme Smith qui défendaient une transition progressive et une administration basée sur le mérite et les partisans conservateurs du Dominion Party dont certains étaient favorables à une politique de ségrégation raciale semblable aux idées du Parti national sud-africain. Ses membres étaient néanmoins unis par leur opposition commune aux promesses de réformes de Whitehead qui, selon eux, provoqueraient une crise semblable à celle déchirant le Congo, la fuite de la communauté blanche et finalement la désintégration du pays. Dans le contexte plus large de la guerre froide, le RF farouchement anticommuniste voulait incarner aux côtés de l'Afrique du Sud et du Portugal, un rempart contre ce qu'il considérait être l'expansionnisme soviétique et chinois. Smith déclara que le RF travaillait à empêcher « la folle idée d'une cession, de l'abandon de l'Européen et de sa civilisation, de tout de qu'il a fait dans son pays… L'homme blanc est le maître de la Rhodésie… [il] l'a construite et a l'intention de la garder, ».
Le RF ignora les élections fédérales d'avril 1962 qu'il jugeait sans intérêt et concentra ses efforts sur les élections rhodésiennes prévues à la fin de l'année. Whitehead avait en effet convoqué des élections générales pour le 14 décembre 1962. Il tenta à nouveau de réduire la violence des nationalistes noirs en interdisant le ZAPU et en arrêtant 1 094 de ses membres en septembre 1962 mais il était toujours considéré comme trop libéral par l'électorat blanc. Un grand nombre d'entreprises qui avaient auparavant financé l'UFP se tournèrent cette fois vers le Front rhodésien. Ce dernier exploita le chaos au Congo et les incertitudes entourant l'avenir de la Rhodésie du Sud pour créer un sentiment d'urgence ; il promit de maintenir le pouvoir « dans des mains responsables », de défendre le Land Apportionment Act, de s'opposer à la discrimination positive pour les noirs et d'obtenir l'indépendance du pays.
La campagne fut serrée jusqu'à la veille de l'élection quand Whitehead fit ce qui se révéla être une grave erreur politique en déclarant lors d'un rassemblement à Marandellas qu'il nommerait immédiatement un noir dans son gouvernement et que ce dernier pourrait en compter jusqu'à six Cette déclaration fut largement relayée par les radios juste avant l'ouverture des bureaux de vote le lendemain et elle stupéfia de nombreux électeurs blancs qui changèrent d'avis à la dernière minute. Le RF arriva ainsi en tête avec 35 sièges issus de la liste « A » contre 15 de la liste « A » et 14 de la liste « B » pour l'UFP. Peu d'observateurs s'attendaient à ce résultat et même le RF fut quelque peu surpris par sa victoire. S'étant présenté dans la circonscription d'Umzingwane dans le Sud-Ouest rural, Smith arriva en tête du scrutin avec 803 voix contre 546 pour son adversaire de l'UFP, Reginald Segar.

### Vice-premier ministre
Le 17 décembre 1962, Field nomma Smith vice-premier ministre et ministre des Finances de son gouvernement. Deux jours plus tard, Rab Butler, le vice-premier ministre et premier secrétaire d'État britannique, annonça que le Royaume-Uni autoriserait le Nyassaland à quitter la Fédération.. Comme Kenneth Kaunda et Harry Nkumbula avaient formé un gouvernement nationaliste et sécessionniste noir en Rhodésie du Nord, le maintien de l'unité de la Fédération avec la Rhodésie du Sud du Front rhodésien était impossible. Field fit de l'indépendance de la Rhodésie du Sud sa priorité mais le gouvernement conservateur britannique ne souhaitait pas l'accorder sans transfert de pouvoir à la majorité noire, ce qui nuirait au prestige du Royaume-Uni et du Commonwealth,. Cela provoquerait également la colère de l'opposition travailliste anticolonialiste et favorable aux ambitions nationalistes noires.

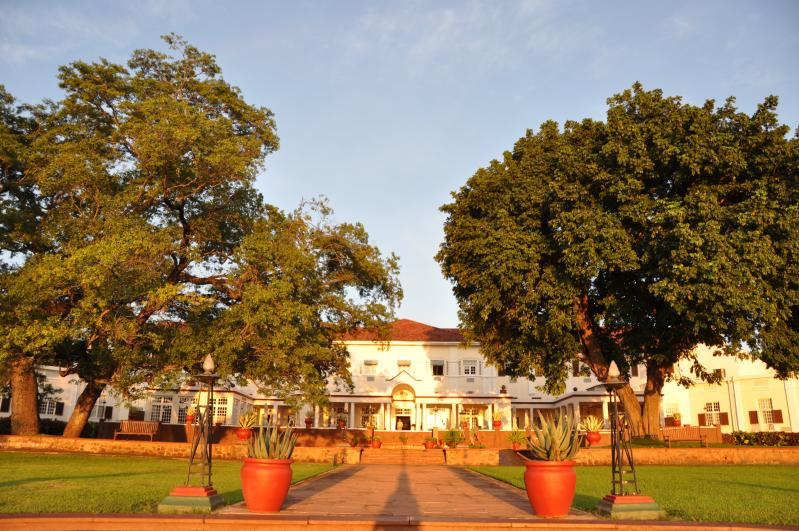
Le Victoria Falls Hotel où fut organisée en 1963 la conférence sur la dissolution de la Fédération

Butler annonça le 6 mars 1963 qu'il allait organiser une conférence pour décider de l'avenir de la Fédération. Il était en effet impossible pour le Royaume-Uni de dissoudre l'entité sans la coopération de la Rhodésie du Sud qui avait signé l'accord d'union en 1953. Selon Smith, Field, Dupont et d'autres membres du Front rhodésien, Butler fit plusieurs promesses d'indépendance pour s'assurer de la participation et du soutien de la Rhodésie du Sud, mais refusa de s'y engager par écrit. Field et Smith avancèrent que Butler justifia cela la veille de la conférence en indiquant qu'engager Londres à un document plutôt qu'à sa parole serait contraire à l'« esprit de confiance » du Commonwealth. Selon le témoignage de Field, Smith pointa du doigt le représentant britannique en déclarant : « Souvenons-nous de la confiance que vous avez souligné… si vous la brisez, vous le regretterez ». Aucun compte-rendu de cette réunion n'a été réalisé et Butler nia par la suite avoir fait cette promesse. La Rhodésie du Sud participa à la conférence organisée au Victoria Falls Hotel dans la ville du même nom durant une semaine à partir du 28 juin 1963 et il fut décidé entre autres choses de liquider la Fédération avant la fin de l'année.
La Fédération fut officiellement dissoute le 31 décembre 1963 ; le Nyassaland et la Rhodésie du Nord semblaient pouvoir accéder à la pleine indépendance à la fin de l'année 1964 mais l'avenir de la Rhodésie du Sud paraissait incertain. Sous l'intense pression du Front rhodésien qui demandait l'indépendance, les apparentes hésitations de Field dans ses discussions avec le gouvernement britannique provoquèrent des tensions au sein du parti et le premier ministre perdit de nombreux soutiens au début de l'année 1964. Le 2 avril, le comité de direction du RF adopta une motion de censure presque unanime contre Field qui démissionna de son poste de premier ministre onze jours plus tard ; Smith accepta de le remplacer à la demande du cabinet. Il était le premier premier ministre à être né en Rhodésie du Sud, ce qui selon lui altéra profondément la nature des discussions avec le Royaume-Uni : « Pour la première fois de son histoire, le pays avait un premier ministre né en Rhodésie, quelqu'un dont les racines n'étaient pas en Grande-Bretagne mais en Afrique australe ; en d'autres mots, un africain blanc ».

## Premier ministre

### Débuts
Pour la plupart des journaux rhodésiens, Smith ne resterait pas longtemps premier ministre ; un article le présenta comme quelqu'un propulsé sur le devant de la scène par la faiblesse des dirigeants établis. Son seul véritable rival pour succéder à Field avait été William Harper, un ségrégationniste virulent qui avait dirigé la branche de Rhodésie du Sud du Dominion Party durant la Fédération. Certains journalistes prédisaient que Welensky allait mener un gouvernement de coalition RF-UFP mais ce dernier montra peu d'intérêt pour l'idée en avançant qu'il lui serait impossible de contrôler une assemblée dominée par le RF. Le remplacement de Field par Smith fut qualifié de « brutal » par le chef du Parti travailliste britannique, Harold Wilson tandis que John B. Johnston, le haut-commissaire britannique à Salisbury, exprima sa désapprobation en refusant de rencontrer Smith pendant deux semaines après sa prise de fonctions. Joshua Nkomo, le chef du ZAPU, qualifia la nouvelle administration d'« escadron suicide… intéressé non pas par le bien être de tout le peuple mais uniquement par le sien » et prédit que le RF « finirait par s'autodétruire ». Affirmant qu'une « place durable pour l'homme blanc » en Rhodésie du Sud bénéficierait à tous les habitants du pays, le nouveau premier ministre déclara que son gouvernement serait basé « sur le mérite et non sur la couleur ou le nationalisme » et souligna qu'il n'y aurait « aucun gouvernement nationaliste africain ici durant [sa] vie ».
Smith annonça la composition de son gouvernement dès son premier jour au poste de premier ministre le 14 avril 1964 et fit connaître le programme de son administration par des annonces en pleine page dans les journaux rhodésiens : « Pas de discrimination positive. Pas d'abaissement des standards. Pas d'abdication du gouvernement responsable. Pas d'abrogation du Land Apportionment Act. Pas d'apaisement pour satisfaire le bloc afro-asiatique ». Une affiche politique de 1964 indiquait : « Un Rhodésien honnête. Ayez confiance en M. Smith. Il ne cédera jamais la Rhodésie ».
L'une des premières actions du gouvernement de Smith fut de réprimer durement le nationalisme noir dont la violence s'était accrue après la création d'une seconde organisation nationaliste, l'union nationale africaine du Zimbabwe (ZANU), fondée en août 1963 en Tanzanie par des membres déçus du ZAPU. Ces mouvements rivaux étaient divisés selon des critères tribaux et politiques : le ZAPU était essentiellement composé de Ndébélés, avait une idéologie marxiste-léniniste et était soutenu par l'Union soviétique et ses alliés du pacte de Varsovie tandis que le ZANU comptait majoritairement des Shonas et s'était aligné sur le maoïsme et le bloc mené par la Chine communiste. Les partisans des deux groupes s'affrontaient constamment, ciblaient fréquemment les noirs non-alignés qu'ils espéraient recruter et attaquaient parfois les policiers ou les intérêts blancs,.
Alors que le ZANU et le ZAPU organisaient des grèves et des manifestations dont un appel au boycott des écoles pour les élèves noirs, le ministre de la Justice Clifford Dupont fit arrêter Nkomo et les autres dirigeants des deux partis avant de les interner à Gonakudzingwa dans une région reculée du Sud-Est deux jours après la prise de fonctions de Smith. L'assassinat politique d'un fermier blanc, Petrus Oberholzer, près de Melsetter par des membres du ZANU le 4 juillet 1964 marqua le début d'une escalade de la violence qui culmina par l'interdiction du ZANU et du ZAPU le 26 août,,,. La plupart de leurs dirigeants étant emprisonnés, les deux organisations et leurs groupes paramilitaires respectifs, la Zimbabwe African National Liberation Army (ZANLA) et la Zimbabwe People's Revolutionary Army (ZIPRA), commencèrent alors à opérer depuis l'étranger.

### Déclaration unilatérale d'indépendance
Smith, qui n'avait réalisé que quatre courts séjours au Royaume-Uni avant 1964, fut rapidement qualifié de « colonial grossier » par le gouvernement britannique. De son côté, il reprochait aux Britanniques d'avoir abandonné leurs idéaux et accusait le Commonwealth d'avoir oublié ses principes fondateurs au milieu du Wind of Change. Pour lui, la Rhodésie du Sud était mise à l'écart parce qu'elle continuait de respecter ces valeurs. Lorsqu'il apprit en juin que Salisbury ne serait pas représenté à la conférence des premiers ministres du Commonwealth pour la première fois depuis 1932, il se sentit profondément insulté et accusa le Royaume-Uni de trahison, de double standard et d'apaisement. Trois mois plus tard, Smith accepta la condition britannique selon laquelle les termes de l'indépendance devaient être acceptés par une majorité de l'opinion pour qu'elle soit effective mais les discussions bloquèrent immédiatement sur la manière de compter le vote noir. La victoire des travaillistes en octobre 1964 signifiait que Smith allait devoir négocier non pas avec Alec Douglas-Home mais avec Harold Wilson bien moins favorable aux idées du Front rhodésien. Smith déclara que l'approbation de la majorité de l'opinion avait été démontrée quand un référendum largement blanc et un indaba ou conférence tribale se prononcèrent massivement pour l'indépendance selon la constitution de 1961 en octobre et novembre 1964, mais les nationalistes noirs et le gouvernement britannique déclarèrent que l'indaba n'était pas suffisamment représentatif de la communauté noire.

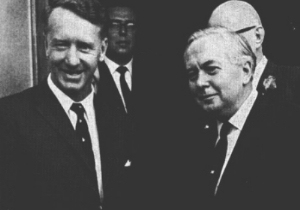
Smith (à gauche) et Harold Wilson devant le 10 Downing Street à Londres lors des discussions sur l'indépendance en octobre 1965

Après l'indépendance du Nyassaland sous le nom de Malawi en juillet 1964 et celle de la Rhodésie du Nord en tant que Zambie en octobre, la Rhodésie du Sud commença à se désigner simplement comme Rhodésie mais le gouvernement britannique refusa ce changement. Considérant que Smith était sur le point de proclamer unilatéralement l'indépendance de la Rhodésie, Wilson publia une déclaration en octobre 1964 l'avertissant que cela aurait de graves conséquences économiques et politiques ; il lui écrivit pour lui demander « une garantie franche et catégorique » qu'il ne tenterait pas de proclamer l'indépendance. Smith ignora la missive en exprima son ignorance de ce qui avait justifié sa rédaction. Les relations entre les gouvernements rhodésien et britannique furent tendues durant l'année qui suivit car chaque camp accusait l'autre d'être déraisonnable et intransigeant. La rencontre entre Smith et Wilson à Londres en janvier 1965 à l'occasion des funérailles de Winston Churchill ne permit pas de trouver une issue à la crise. Le RF convoqua des élections pour mai et après avoir fait campagne pour l'indépendance, remporta tous les sièges de la liste « A ». L'administration britannique continua son obstruction au milieu de l'année 1965 en espérant briser la détermination de Smith mais cela ne fit qu'irriter encore plus le gouvernement rhodésien. En septembre 1965, le Portugal accepta l'installation d'une mission diplomatique rhodésienne (en) à Lisbonne malgré les protestations britannique et cet incident accrut les tensions.
Alors que les rumeurs annonçaient une proclamation imminente de l'indépendance, Smith se rendit à Londres avec l'intention de résoudre la dispute le 4 octobre mais retourna en Rhodésie huit jours plus tard sans être parvenu à un accord. Lorsque Wilson vint à Salisbury le 26 octobre, Smith offrit d'accorer immédiatement le droit de vote à un demi-million de Rhodésiens noirs sur la base d'« un contribuable, une voix » en échange de l'indépendance mais Wilson répondit que cela laissait encore trop de noirs exclus du suffrage. Il proposa la mise en place d'une commission royale pour tester l'opinion publique rhodésienne sur l'indépendance selon la constitution de 1961 mais indiqua, après son retour à Londres le 30 octobre 1965, que le Royaume-Uni ne serait pas contraint de respecter ses conclusions. Smith rejeta cette condition en avançant qu'elle rendait tout le processus inutile. Après avoir attendu d'autres propositions de Wilson pendant quelques jours, Smith décida avec son cabinet de rompre unilatéralement les liens du pays avec le Royaume-Uni le 11 novembre 1965 et il signa la proclamation unilatérale d'indépendance à 11 h CAT.

### Sanctions internationales
Si la déclaration d'indépendance fut accueillie avec calme par la plupart des Rhodésiens, elle provoqua la stupéfaction et la colère du Royaume-Uni et du monde. Wilson demanda au peuple rhodésien d'ignorer le gouvernement du pays et ordonna au gouverneur Humphrey Gibbs de limoger formellement Smith et son cabinet qu'il accusa de trahison. Les principaux intéressés ignorèrent cette décision en considérant que la fonction de Gibbs avait été rendue obsolète par la constitution de 1965 établie par la déclaration d'indépendance,. Quand Gibbs fit savoir qu'il ne démissionnerait pas, le gouvernement rhodésien le remplaça par Dupont qui fut nommé « administrateur du gouvernement », une fonction créée par la nouvelle constitution. Aucune mesure ne fut prise pour renvoyer Gibbs de la résidence officielle du gouverneur et ce dernier y resta, ignoré par Smith, jusqu'à l'annonce de la transition à une république en 1970.
L'assemblée générale et le conseil de sécurité des Nations unies rallièrent rapidement le Royaume-Uni dans sa condamnation de la déclaration d'indépendance comme un texte illégal et raciste. Les résolutions 216 et 217 adoptées à l'unanimité moins l'abstention de la France au mois de novembre, qualifiaient la déclaration d'indépendance d'« usurpation de pouvoir par une minorité colonisatrice raciste » et demandaient qu'aucun pays ne reconnaisse le nouveau régime ou ne maintienne des relations diplomatiques ou commerciales avec lui; de fait, aucun pays ne reconnut l'indépendance de la Rhodésie. Les nationalistes noirs et leurs soutiens étrangers, notamment l'organisation de l'unité africaine (OAU), demandèrent au Royaume-Uni de renverser le gouvernement de Smith par la force mais Wilson rejeta cette option en citant des problématiques logistiques, le risque d'une attaque préventive de la Rhodésie contre la Zambie et les potentielles difficultés liées à une confrontation entre des troupes britanniques et rhodésiennes. Les Britanniques décidèrent de contraindre la Rhodésie à négocier via des sanctions économiques notamment un embargo sur le pétrole à destination du pays et sur les marchandises rhodésiennes. Comme Smith continuait à recevoir du pétrole par l'intermédiaire de l'Afrique du Sud et du Mozambique portugais, Wilson déploya une escadre de la Royal Navy dans le canal du Mozambique en mars 1966 pour intercepter les pétroliers à destination du port de Beira d'où partait un oléoduc vers la Rhodésie ; ce blocus fut approuvé par la résolution 221 du conseil de sécurité de l'ONU le mois suivant.
Wilson avait prédit en janvier 1966 que l'abandon de l'indépendance par Smith du fait des divers embargos serait une « question de semaines plus que de mois » mais les sanctions britanniques puis internationales n'eurent qu'un faible impact sur la Rhodésie car l'Afrique du Sud et le Portugal continuaient à commercer avec elle et à lui fournir du pétrole et d'autres ressources essentielles. Le commerce clandestin avec d'autres nations se développa tandis que la quasi-disparition de la concurrence étrangère permit aux industries locales de se développer. Malgré leurs critiques, de nombreux États de l'OAU continuaient à importer des produits alimentaires et d'autres biens rhodésiens. Le pays échappa donc au désastre économique prédit par Wilson et devint progressivement autosuffisant. Lors de l'ouverture de la foire d'Afrique centrale à Bulawayo le 29 avril 1966, Smith déclara que « la Rhodésie peut non seulement résister mais également réussir ».

### Négociations avec le Royaume-Uni
Wilson avait déclaré en janvier 1966 à la chambre des communes du Royaume-Uni qu'il ne négocierait pas avec le gouvernement de Smith qu'il qualifiait de « régime illégal » tant que ce dernier ne renoncerait pas à son indépendance mais à partir du milieu de l'année, des représentants des deux pays entamèrent des « discussions en vue de discussions » à Londres et à Salisbury. En novembre, Wilson accepta de négocier personnellement avec Smith et les deux hommes se rencontrèrent à deux reprises à bord de navires de la Royal Navy au large de Gibraltar. Les premiers échanges eurent lieu à bord du croiseur léger HMS Tiger du 2 au 4 décembre 1966 et les seconds, sur le transport de chalands de débarquement HMS Fearless du 8 au 13 octobre 1968.
Le premier ministre britannique monta à bord du HMS Tiger en étant déterminé à obtenir, selon les termes de J. R. T. Wood, « ce qui équivaudrait à une capitulation sans conditions » de Smith ; sa secrétaire personnelle, Marcia Falkender, rapporta que la séparation complète des deux délégations en dehors de la salle de conférence comme demandé par Wilson donna un air d'« apartheid au navire, ». Malgré cette atmosphère tendue,, les discussions se déroulèrent relativement bien jusqu'à ce que soit abordé la question du transfert de pouvoir à la majorité noire. Wilson demanda l'abandon de la constitution de 1965, la dissolution du gouvernement et la mise en place d'une administration temporaire multiraciale sous l'égide d'un gouverneur britannique. Pour Smith, ces conditions étaient équivalentes à une capitulation et il affirma qu'il ne pouvait pas les accepter sans consulter au préalable son gouvernement à Salisbury. Wilson fut ulcéré par cette demande en déclarant que l'une des principales conditions du sommet était que Smith aurait toute autorité pour représenter son pays et signer l'accord,. Selon Wood, Wilson et le procureur général Frederick E. Jones « harcelèrent Smith pendant deux longues journées » pour tenter de le convaincre d'accepter les conditions britanniques.

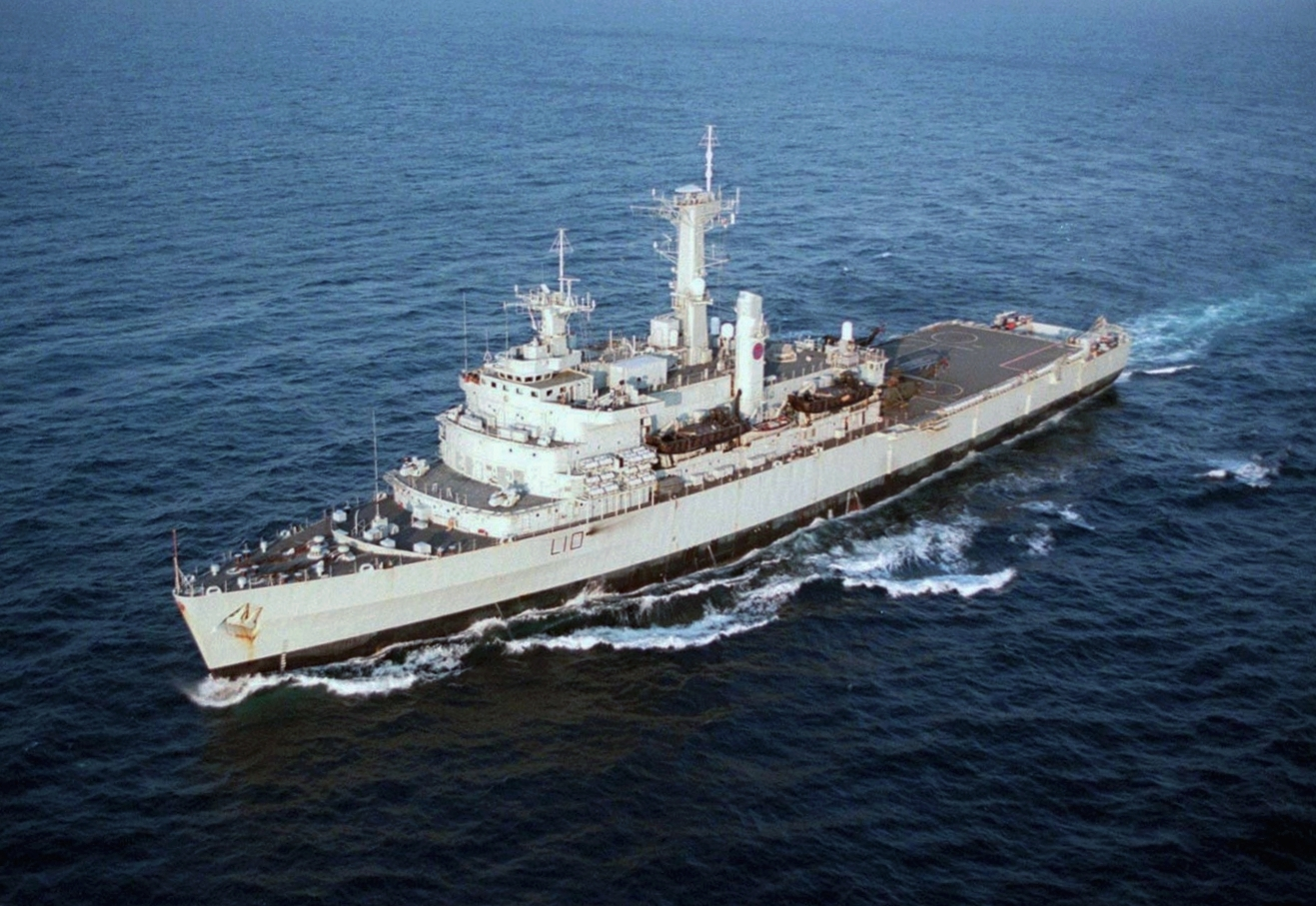
Photographie du où se déroula la conférence anglo-rhodésienne d'octobre 1968.

Un document de travail fut finalement rédigé, signé par Smith, Wilson et Gibbs et devait être accepté ou rejeté dans son intégralité par les gouvernements britannique et rhodésien après le retour de leurs premiers ministres respectifs. Londres accepta le texte mais Salisbury le rejeta ; Smith annonça le 5 décembre 1966 que si ses ministres et lui étaient satisfaits de la plupart des termes, ils considéraient qu'ils ne pouvaient pas abandonner de manière responsable la constitution de 1965 alors qu'il restait tant d'incertitudes au sujet de la transition. Josiah Gondo (en), le chef de l'opposition rhodésienne, demanda la démission immédiate de Smith en avançant que le rejet par son gouvernement d'un texte qu'il avait aidé à rédiger équivalait à une motion de censure ; le RF l'ignora et Smith resta en fonctions. Avertissant que « des actions graves doivent suivre », Wilson soumit le problème rhodésien aux Nations-Unies qui instaurèrent les premières sanctions internationales de son histoire avec les résolutions 232 en décembre 1966 et 253 en avril 1968 ; ces textes exigeaient que tous les membres de l'ONU cessent toutes leurs relations commerciales et économiques avec la Rhodésie.
La censure de la presse introduite par Smith lors de la déclaration d'indépendance fut levée en avril 1968 même si le Glasgow Herald rapporta que le gouvernement conservait « d'importants pouvoirs de contrôle de l'information ». Après avoir été saisie à plusieurs reprises, la Haute Cour de justice de Rhodésie soumit ses conclusions au sujet de la légalité de la déclaration d'indépendance le 13 septembre. Les juges estimèrent que cette dernière, la constitution de 1965 et le gouvernement Smith étaient de jure , ce qui poussa le secrétaire d'État au Commonwealth britannique, George Thomson à les accuser de violer « les lois fondamentales du pays ».
Lors des nouvelles discussions en octobre 1968 à bord du HMS Fearless, les Britanniques abandonnèrent l'attitude agressive qu'ils avaient eu sur le HMS Tiger et s'efforcèrent d'apparaître plus conciliants en se mélangeant avec la délégation rhodésienne et en accordant la cabine du capitaine sur le destroyer HMS Kent qui fut amarré le long du navire. Les deux camps faisant des concessions comme l'abandon de la période transitoire avec un gouverneur colonial par les Britanniques, les discussions progressèrent à bon rythme mais elles achoppèrent sur la proposition de « double sauvegarde ». Défendue par les représentants britanniques, cette condition prévoyait que les Rhodésiens noirs disposent d'une minorité de blocage au parlement rhodésien et qu'ils puissent faire appel des législations adoptées devant le conseil privé de Londres. La délégation rhodésienne accepta le principe d'une minorité de blocage mais aucun accord ne fut trouvé sur les modalités pratiques de son application ; l'implication du conseil privé britannique fut de son côté rejetée comme une clause « ridicule » qui porterait atteinte à la souveraineté de la Rhodésie. La conférence du HMS Fearless se termina par une déclaration conjointe affirmant que « les deux camps reconnaissent qu'une très large divergence d'opinion demeure » mais qu'ils étaient prêts à poursuivre les négociations à Salisbury ; ces dernières n'eurent cependant jamais lieu.

### Transition vers la république
Les espoirs d'un accord avec le Royaume-Uni sur le statut de dominion s'amenuisant, Smith et le RF commencèrent à envisager sérieusement l'alternative d'une république sans liens avec la monarchie britannique dès décembre 1966. Le républicanisme était présenté comme un moyen de clarifier le statut constitutionnel que revendiquait la Rhodésie, de mettre fin à l'ambiguïté de ses liens avec le Royaume-Uni et d'obtenir une reconnaissance internationale. Le gouvernement de Smith commença à rédiger une constitution républicaine en mars 1967. L'Union Jack et le drapeau national formé d'un Sky Blue Ensign avec les armoiries de Cecil Rhodes furent officiellement remplacés le 11 novembre 1968, jour du troisième anniversaire de la déclaration d'indépendance, par un nouvel étendard : un drapeau composé de deux bandes verticales vertes encadrant une bande blanche portant les armoiries de la Rhodésie du Sud. Lors d'un référendum en juin 1969, plus de 70 % des votants se prononcèrent pour la nouvelle constitution et l'abandon des liens symboliques avec la couronne britannique et Smith proclama officiellement la république le 2 mars 1970. La constitution de 1969 introduisait la fonction de président (en), un sénat multiracial, un système électoral séparé pour les noirs et les blancs, le maintien d'un suffrage capacitaire pour les deux groupes et un mécanisme via lequel le nombre de parlementaires noirs était proportionnel à la part de l'impôt sur le revenu payé par les citoyens noirs ; ce processus prendrait fin une fois que les noirs auraient autant de sièges que les blancs, l'objectif déclaré n'étant pas de transférer le pouvoir à la majorité noire mais d'établir « une parité entre les races ». Le RF fut reconduit au pouvoir le 10 avril lors des premières élections organisées depuis la création de la république et remporta les 50 sièges attribués aux blancs.
Aucun pays ne reconnut la république de Rhodésie mais les espoirs d'un apaisement avec le Royaume-Uni furent renforcés par la victoire des conservateurs britanniques en juin 1971. Edward Heath devint premier ministre tandis que Douglas-Home fut nommé aux Affaires étrangères. Les discussions reprirent en avril et aboutirent au début du mois de novembre à un accord préliminaire. Douglas-Home et le procureur général Peter Rawlinson arrivèrent à Salisbury le 15 novembre et un accord fut signé le 21 novembre 1971. La nouvelle constitution prévue par ce texte était très similaire à celle que venait juste d'adopter la Rhodésie mais elle devait permettre d'avoir, sur le long terme, une majorité noire au Parlement. La représentation noire à l'assemblée serait immédiatement accrue et une majorité à la fois de parlementaires blancs et de parlementaires noirs serait nécessaire pour adopter de nouvelles législations ; l'historien Robert Blake nota ainsi que les noirs disposait ainsi d'un droit de veto « tant qu'ils votaient tous de la même manière ». Smith écrivit que « le principe du pouvoir de la majorité était garanti avec des dispositions permettant de s'assurer qu'aucune législation ne puisse l'entraver. De l'autre côté, il n'y aurait pas de course folle vers le « un homme, une voix » avec toute la corruption, le népotisme, le chaos et le désastre économique auxquels nous avons assistés dans tous les pays autour de nous ». Le Royaume-Uni annonça qu'une étude de l'opinion publique rhodésienne serait menée par une commission royale. Les partisans du ZANU et du ZAPU formèrent rapidement le Conseil national africain uni (en) (UANC) pour coordonner l'opposition noire à cet accord ; l'évêque Abel Muzorewa, le premier noir à avoir été ordonné à ce rang en Rhodésie, fut désigné pour présider le mouvement. La commission termina son travail le 12 mars 1972 et rendit ses conclusions deux mois plus tard : la majorité des blancs, des coloured et des indiens étaient favorables à la nouvelle constitution tandis que la plupart des noirs y étaient opposés. Robert Blake nota que cela fut un choc pour la communauté blanche et « une grande déception pour ceux au Royaume-Uni qui espéraient se défaire de cet encombrant albatros ». Peu après, le gouvernement britannique mit fin aux discussions.

### Guerre du Bush

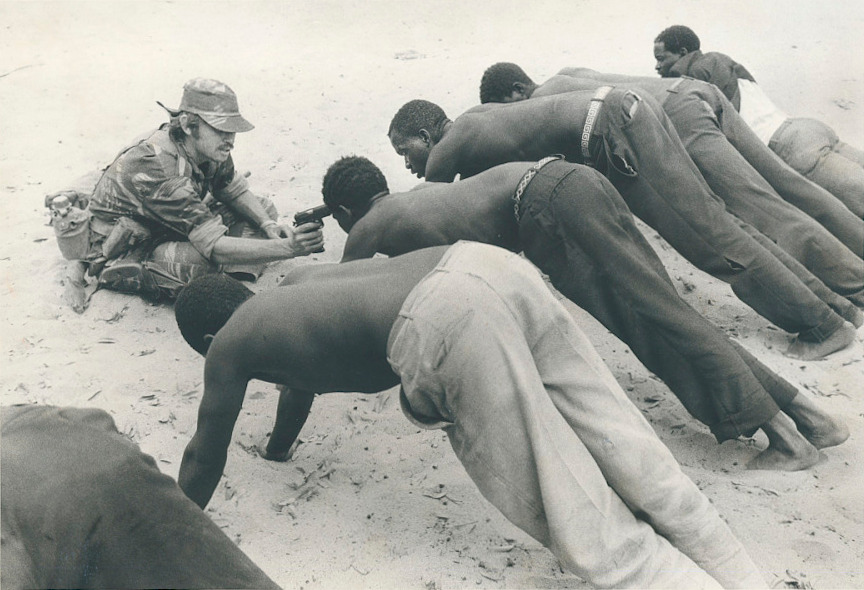
Interrogatoire de villageois par un soldat rhodésien. Cette photographie valut le prix Pulitzer à son auteur J. Ross Baughman.

Les groupes paramilitaires noirs et les forces de sécurité s'affrontaient régulièrement depuis le milieu des années 1960 mais les combats s'intensifièrent à partir de décembre 1972 quand la ZANLA attaqua des exploitations agricoles tenues par des fermiers blancs dans le Nord-Est du pays. Inquiet de cette évolution, Muzorewa qui rencontra pour la première fois Ian Smith le 18 juillet 1973. négocia avec ce dernier en août 1973 et accepta les termes de l'accord proposé par Douglas-Home l'année précédente. L'UANC désavoua cette décision en mai 1974 mais les deux hommes continuèrent à échanger de manière sporadique. En 1974, le RF remporta à nouveau tous les sièges attribués aux blancs lors des élections générales.
Le succès des premières opérations de contre-insurrection menées par les forces de sécurité comme l'infanterie légère rhodésienne furent contrebalancés par les évolutions géopolitiques. Au Royaume-Uni, Wilson et le Parti travailliste revinrent au pouvoir en mars 1974. Le mois suivant, la révolution des Œillets entraîna la chute de la dictature portugaise favorable à la Rhodésie et la disparition de l'empire colonial portugais ; le Mozambique accéda à l'indépendance et devint un État communiste ouvertement allié au ZANU. La fin du soutien portugais accrut la dépendance de la Rhodésie vis-à-vis de l'Afrique du Sud mais Smith considérait toujours qu'il était en position de force. Lors du congrès du RF le 20 septembre 1974, il déclara : « Que cela dure un an, cinq ans, dix ans, nous sommes prêts à résister. Notre position est claire et sans ambiguïté. Un accord est le bienvenu mais uniquement à nos conditions ».

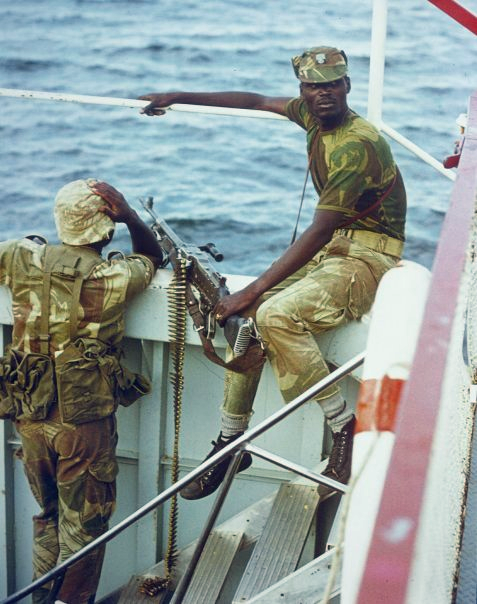
Soldats du régiment des fusiliers africains de l'armée rhodésienne sur le lac Kariba en 1976

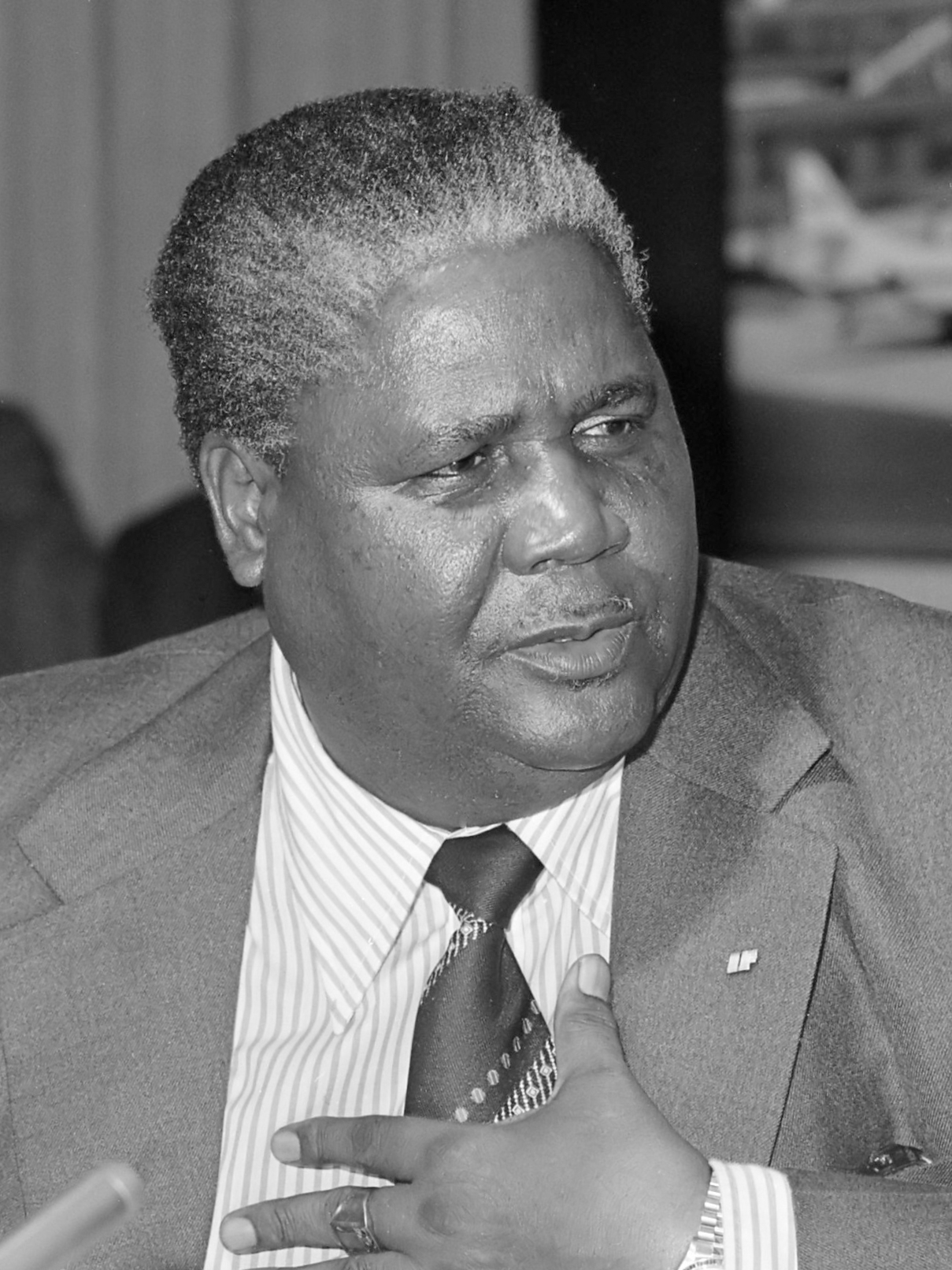
Joshua Nkomo, le chef du ZAPU, l'un des principaux partis nationalistes noirs de Rhodésie

La situation internationale tourna pourtant un peu plus au détriment de Smith en décembre 1974, quand son principal aillé, le premier ministre sud-africain John Vorster l'obligea à accepter un processus de détente avec la Zambie, la Tanzanie et le Botswana ; le Mozambique et l'Angola rejoignirent cette initiative l'année suivante. Vorster estimait que la situation de la Rhodésie était intenable et que les intérêts sud-africains seraient mieux servis en collaborant avec les gouvernements africains noirs pour résoudre la crise ; il espérait de plus qu'un succès dans ce domaine renforcerait la légitimité internationale de l'Afrique du Sud et lui permettrait de maintenir sa politique d'apartheid. Le processus de détente obligea la signature d'un cessez-le-feu qui permit aux groupes de guérilla de se regrouper et imposait au gouvernement rhodésien de libérer les chefs du ZANU et du ZAPU pour qu'ils puissent participer sous la bannière de l'UANC de Muzorewa à une conférence de paix.,. Si Joshua Nkomo est le dirigeant incontesté du ZAPU, en revanche la direction du ZANU fait l'objet d'une lutte interne pour le pouvoir entre son président fondateur Ndabaningi Sithole (en) et Robert Mugabe, un ancien enseignant du Mashonaland occidental qui avait remporté une élection interne en prison. Lorsqu'ils sont libérés, dans le cadre du processus de détente, Mugabe se rend au Mozambique pour asseoir son autorité sur les groupes paramilitaires tandis que Sithole rejoint la délégation de Muzorewa.
En Janvier 1975, le gouvernement rhodésien ajourne la libération des détenus, alléguant que le cessez-le-feu n'est pas respecté alors que le Conseil national africain uni affirme au contraire que les accords sur la liberté d'activité politique pour les Africains ne sont pas honorés. Le 16 février 1975, Vorster annonce à Ian Smith que l'Afrique du Sud ne fournirait plus de troupes en soutien au gouvernement blanc de Rhodésie au moment même où, pour contrer la guérilla, les forces de sécurité du gouvernement rhodésien multiplient les raids contre les bases d’entraînement de la ZANU et de la ZAPU au Mozambique et en Zambie. Vorster annonce aussi le retrait de ce pays de plusieurs contingents de la police sud-africaine (1 800 hommes sur les 2 000 qui avaient été déployés en Rhodésie de 1967 à 1975), et prit aussi la décision de retirer de Rhodésie avant le mois de juin 1975, toutes les unités para-militaires sud-africaines, un retrait annoncé le 8 avril 1975 par Vermon Mwaanga, ministre zambien des affaires étrangères. A l'été 1975, c'est le ministre de la police de Vorster, Jimmy Kruger qui annonce le 1er août, le retrait progressif des 200 derniers policiers sud-africains déployés en Rhodésie. John Vorster décida aussi de réduire également les liens commerciaux entre l'Afrique du Sud et la Rhodésie. Pour Smith, le comportement de Vorster était une trahison digne de ce qu'il attendait de la Grande-Bretagne et non d'un allié mais il est obligé de céder.
Le gouvernement rhodésien s'attira par ailleurs les foudres de son principal allié l'Afrique du Sud, lorsqu'il fit de nouveau arrêté le 4 mars 1975, le révérend Ndabaningi Sitholé (Arrêté le 22 juin 1964 aux côtés de Mugabe, Tekere, Nyagumbo et Takawira), Sitholé (qui sera condamné en 1969 à 6 ans supplémentaires pour complot visant à assassiner Ian Smith), et qui fut libéré le 11 décembre 1974, après avoir passé 10 ans en prison au camp de restriction de Gonakudzingwa, sera cette fois-ci accusé de complot contre les autres leaders nationalistes noirs rhodésiens, (raison officielle évoquée par le gouvernement rhodésien), ce qui poussa l'évêque méthodiste Abel Muzorewa, le leader du Conseil national africain uni à suspendre les pourparlers avec le gouvernement tant que Sitholé n'aurait pas été libéré. John Vorster convoqua en urgence au Cap, le 15 mars 1975, Ian Smith et son ministre de la défense et des affaires étrangères P. K. van der Byl. Les Sud-Africains étaient eux aussi extrêmement mécontents et furieux de cette action et soupçonnaient que la véritable raison était que les Rhodésiens s'opposaient à Sitholé et préféraient négocier avec le chef de la ZAPU, Joshua Nkomo. Van der Byl n'a pas réussi à rassurer les Sud-Africains et un mois plus tard, le 4 avril 1975, moins de 48 heures après la visite éclair en Rhodésie du ministre sud-africain des affaires étrangères, Hilgard Muller, Sitholé est relâché pour qu'il puisse assister à la conférence des ministres de l'O.U.A. à Dar-Es-Salaam. (Le retour en prison du révérend Sitholé profita aussi et surtout à Robert Mugabe qui bénéficia également de l'assassinat de Herbert Chitepo le 18 mars 1975 en Zambie pour prendre le contrôle de la Zimbabwe African National Union).
Le 2 avril 1975, dans une interview accordée au  Washington Post, Muzorewa, se montra particulièrement critique vis à vis du gouvernement britannique en déclarant, (nous avons perdu notre temps en nous adressant à la Grande-Bretagne), il jugea au contraire décisive " l'influence de l'Afrique du Sud sur la Rhodésie, estimant qu'elle est la véritable " source du pouvoir dans ce pays, Muzorewa estima par ailleurs que le premier ministre sud-africain, John Vorster pourrait être invité à présider les prochaines négociations entre les mouvements de libération et le gouvernement rhodésien). À plusieurs reprises, d'ailleurs John Vorster tenta de persuader Ian Smith de se réconcilier avec les dirigeants nationalistes noirs rhodésiens. Après une vaine tentative en juin 1975, un haut responsable du Conseil national africain uni, dirigé par l'évêque méthodiste Abel Muzorewa déclare que Vorster aboyait sur Smith alors qu'il devait être mordant. 
Le 12 juin 1975, après des mois de querelles, et une réunion de 90 minutes un accord est conclu entre le gouvernement rhodésien et une délégation du Conseil national africain sur l'organisation d'une conférence constitutionnelle sur l'avenir du pays, avec toutefois une impasse sur le lieu de la conférence, Si Ian Smith souhaita que la conférence se passe en Rhodésie, Muzorewa, lors de sa conférence de presse déclare : (Nous avons convenu de tenir une conférence constitutionnelle, nous avons dit que la conférence pourrait avoir lieu à tout moment nous sommes prêts pour elle aujourd'hui, demain ou n'importe quel jour. Nous avons proposé, l'ANC a proposé que le lieu de la conférence devrait être n'importe où dans le monde en dehors de la Rhodésie. Nous avons dit par exemple que nous pourrions la tenir en Afrique du Sud ou à Francistown, au Botswana (juste pour vous donner un exemple), ou dans la bande de Caprivi. s'ils le voulaient. En concordance avec Kenneth Kaunda, le président de la Zambie, (avec qui il déjeuna à l'hôtel Intercontinental Musi-o-Tunya, à Livingstone en Zambie, en présence de deux dirigeants nationalistes noirs rhodésiens, Abel Muzorewa et Joshua Nkomo et du secrétaire sud-africain pour les affaires étrangères Brand Fourie), John Vorster fit organiser dans un wagon sud-africain situé au-dessus des Chutes Victoria, à la frontière entre la Rhodésie du Sud et la Zambie, la première rencontre officielle entre Smith et les principaux chefs rebelles de Rhodésie le 25 août 1975. Ian Smith (qui déclara deux jours avant la conférence) (Nous ne remettrons pas notre pays à un gouvernement à majorité noire)" insista pour que la rencontre ait lieu en Rhodésie alors que le Conseil national africain uni voulait qu'elle est lieu ailleurs car au moins deux de ses représentants le révérend Ndabaningi Sitholé, (le chef de la Zimbabwe African National Union – Ndonga), (l'aile modérée de la Zimbabwe African National Union), (opposée à l'aile radicale du mouvement, dirigée par Robert Mugabe) et James Chikerema, le chef du Front pour la Liberation du Zimbabwe étaient soumis à une arrestation basée sur des accusations de subversion en cas de retour en Rhodésie. Au bout de neuf heures d'entretien, cette conférence entre Smith, Abel Muzorewa, Joshua Nkomo, le révérend Ndabaningi Sitholé et Robert Mugabe se solde par un échec. Des échanges directs entre Nkomo et Smith eurent lieu par la suite à Salisbury mais sans plus de succès. Les actions de guérilla se multiplièrent fortement dans les premiers mois de l'année 1976.
En février 1976, le secrétaire d'État américain Henry Kissinger annonça l'ouverture de discussions dans le cadre de l'« initiative anglo-américaine » avec le Royaume-Uni, l'Afrique du Sud et les voisins de la Rhodésie. Inquiet de l'évolution politique du Mozambique et de l'Angola, deux anciennes colonies portugaises récemment indépendantes et dirigées par des gouvernements marxistes favorables aux mouvements de guérilla, John Vorster, le premier ministre sud-africain entreprit de calmer la situation en Rhodésie, quitte à laisser s'y installer un gouvernement noir modéré (mais pas un gouvernement marxiste). Il a l'appui des Britanniques mais surtout celui des Américains. En effet, Henry Kissinger, le secrétaire d’État américain, partisan de la détente avec les régimes « blancs » d’Afrique et de l'adoucissement des relations avec l’Afrique du Sud, a entrepris de mettre en place une « diplomatie globale » à l’avantage du gouvernement de Pretoria. En échange de pressions de Vorster sur Ian Smith, afin d’obtenir l’application du principe de majorité en Rhodésie du Sud, le gouvernement américain s’abstiendrait de pressions directes sur les questions concernant l’avenir du Sud-Ouest africain, (ou le gouvernement sud-africain a initié la Conférence de la Turnhalle) et sur la pérennité de l’apartheid.
Le 20 mars 1976, Smith réalisa une allocution télévisée et déclara : « Je ne crois pas à une majorité gouvernante noire en Rhodésie, même pas dans un millier d'années… Je répète que je crois que les noirs et les blancs peuvent travailler ensemble. Si un jour est blanc et le suivant est noir, je considère que nous avons échoué et que cela sera un désastre pour la Rhodésie ». La première phrase de cette déclaration est devenue couramment cité comme preuve du racisme de Smith et de sa volonté de ne jamais négocier avec les nationalistes noirs même si dans le reste du discours, il reconnaissait qu'un partage du pouvoir avec les Rhodésiens noirs était inévitable et qu'il espérait obtenir une solution négociée. Le « même pas dans un millier d'années » était, selon l'auteur rhodésien Peter Godwin, une tentative pour rassurer l'aile droite du RF qui était opposée à tout transfert de pouvoir. Dans sa biographie de 1978, Berlyn avança que même si la déclaration fut « sortie de son contexte ou mal-interprétée », cela fut l'une de ses plus grandes erreurs politiques car elle donna des armes à ses opposants.
Le 26 août 1976, le gouvernement sud-africain annonça le retrait de Rhodésie de tous ses hélicoptères militaires. Lors d'une rencontre avec Smith à Pretoria le 18 septembre, Kissinger proposa un transfert de pouvoir à la majorité noire après une période transitoire de deux ans. Selon Smith, Kissinger lui dit qu'il considérait sa participation à la « chute de la Rhodésie » comme « l'une des plus grandes tragédies de [sa] vie ». L'émissaire américain encouragea vivement le premier ministre rhodésien à accepter cet accord car toute offre future risquerait d'être moins favorable d'autant plus si, comme cela était prévu, le président Gerald Ford perdait les élections face à Jimmy Carter. Smith était très réticent mais il accepta l'accord le 24 septembre après que Vorster lui ait indiqué que l'Afrique du Sud mettrait fin à son soutien financier et militaire s'il refusait. Il s'agissait de la première fois que Smith acceptait publiquement les principes de pouvoir inconditionnelle de la majorité et du « un homme, une voix ». Les voisins de la Rhodésie changèrent néanmoins subitement de position et rejetèrent les termes de Kissinger en déclarant qu'une période de transition était inacceptable. Le Royaume-Uni organisa rapidement une conférence à Genève en Suisse pour essayer de sauver l'accord. Le ZANU et le ZAPU annoncèrent qu'ils assisteraient conjointement à ce sommet et aux suivants sous le nom de « Front patriotique » (PF). La conférence de Genève (en) organisée d'octobre à décembre 1976 sous la médiation britannique, fut à nouveau un échec.

### Accords de Lancaster House

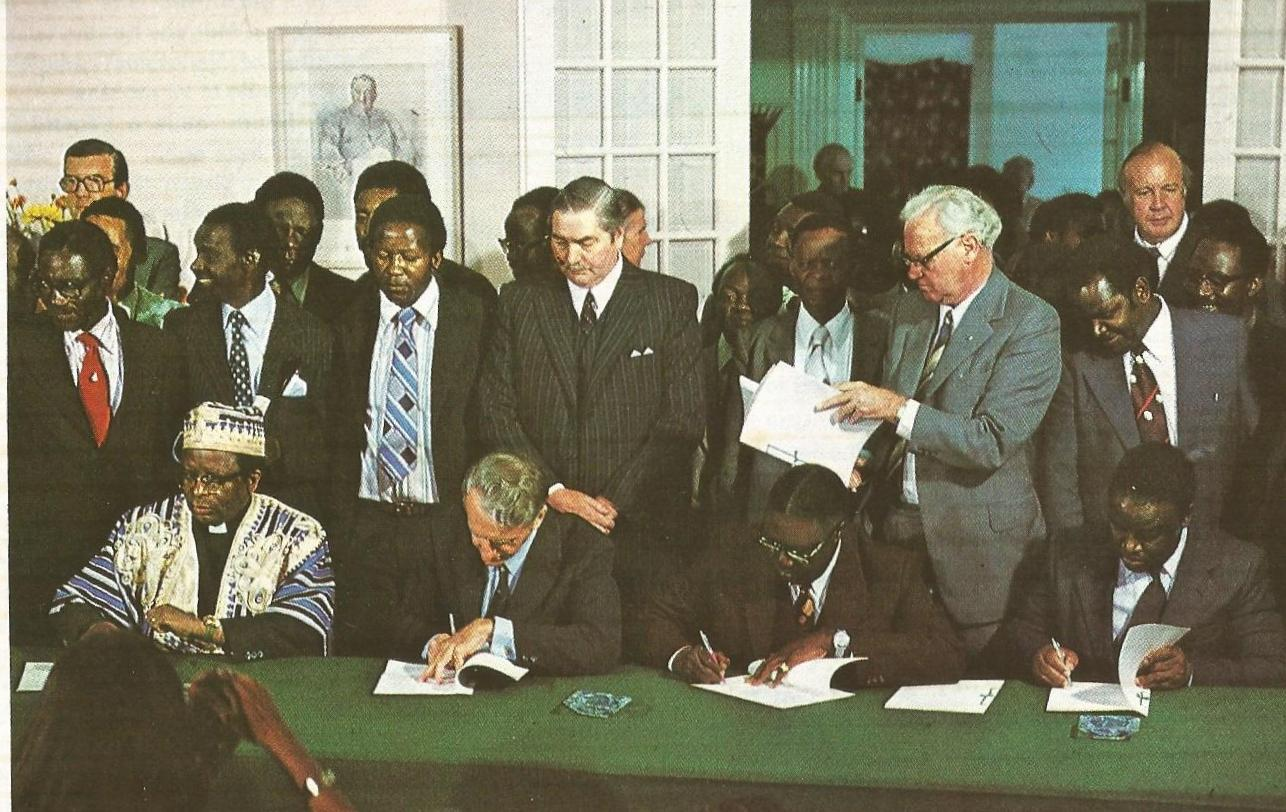
La signature du règlement interne en mars 1978 au côté notamment de l'évêque Abel Muzorewa

Les avancées de Smith vers une solution négociée avec les groupes nationalistes noirs provoquèrent la colère de l'aile droite du Front rhodésien. Douze parlementaires (dont Ted Sutton-Pryce, Reg Cowper, Ian Sandeman et l'ancien président du Front rhodésien Des Frost firent défection en juillet 1977 après qu'il eut supprimé la clause raciale du Land Tenure Act qui avait succédé au Land Apportionment Act en 1969 et ces derniers formèrent le Rhodesian Action Party opposé à tout compromis ; du fait de cette scission, Smith n'avait que de justesse la majorité des deux tiers au Parlement nécessaire pour pouvoir amender la constitution si un accord était trouvé. Il demanda donc l'organisation d'élections anticipées pour le 31 août 1977. Le scrutin fut un plébiscite pour le Parti rhodésien qui remporta à nouveau les 50 sièges attribués aux blancs. La division du RF se révéla être une bénédiction pour Smith car, selon Berlyn, elle lui permit de « se séparer du bois mort de l'aile droite » et d'avoir une plus grande liberté de négociation avec les nationalistes noirs. Par ailleurs, la nécessité d'un accord devenait de plus en plus pressante car le coût des opérations de contre-insurrection explosait, l'immigration blanche s'accélérait et les sanctions internationales commençaient à affecter sévèrement l'économie.
Du côté des leaders nationalistes noirs rhodésiens, une bataille politique pour obtenir le soutien de la population noire de Rhodésie s'engage à l'été 1977, entre l'évêque Abel Muzorewa et le révérend Ndabaningi Sitholé, deux leaders modérés et opposés à la guérilla du Front patriotique de Robert Mugabe et Joshua Nkomo. soutenus par les Frontline States (Zambie, Botswana, Tanzanie, Angola et Mozambique. Le 8 août 1977, Muzorewa organise à Bulawayo un grand rassemblement de son parti le Conseil national africain uni. Le lendemain, le 9 août, Muzorewa rencontra à Londres, le ministre des affaires étrangères britannique David Owen, pendant que le révérend Ndabaningi Sithole, organisa le même jour un autre rassemblement réunissant entre trois et cinq mille personnes dans le stade Highfield de Salisbury.
Le rassemblement était organisé pour tester le soutien dont bénéfice le révérend Sitholé dans et autour de la Rhodésie. A cette occasion Sitholé a réitéré son souhait de gouvernement non racial et a fait écho à l'appel de l'évêque à « un homme, une voix ». Mais contrairement au plan de Mgr Muzorewa visant à transférer progressivement le pouvoir à un gouvernement majoritaire noir, M. Sithole a déclaré à son auditoire qu'il devait y avoir un gouvernement majoritaire, maintenant. Si le rassemblement de l'évêque Muzorewa a attiré une foule plus nombreuse, les partisans de M. Sithole étaient de bonne humeur. Leurs enthousiasme ne fut pas entamé par l’attentat terroriste contre un magasin de bétail vingt-quatre heures plus tôt. Le rassemblement du révérend Sitholé fut marqué par la présence de plusieurs anciens partisans de Mgr Muzorewa. Ils se sont joints au chant enthousiaste de l’hymne national du Zimbabwe. Pour le révérend Sithole, la présence de transfuges du camp de Mgr Muzorewa signifia une influence politique supplémentaire pour trouver une solution aux problèmes constitutionnels de la Rhodésie.
Quelques jours plus tôt (le 5 août), M. Sitholé avait pris des mesures conciliantes envers la population blanche de Rhodésie. Il proposait alors que les Blancs se voient garantis des sièges au Parlement jusqu'à cinq ou dix ans après l'instauration du régime de la majorité noire. Mais au moment où il rejoignait les danseurs tribaux et son public pour célébrer le succès du rassemblement, M. Sithole avait clairement indiqué que le seul grand leader nationaliste noir désormais opposé à un gouvernement majoritaire immédiat était l'évêque Abel Muzorewa.
Dès septembre 1977, et sans consulter son cabinet, Ian Smith se rend audacieusement à Lusaka en Zambie pour rencontrer Kenneth Kaunda et tenter de l'amener à le soutenir dans sa démarche de règlement interne. C'est pourtant un nouvel échec. Le 13 septembre 1977 au lendemain de la cinquième rencontre de l'année 1977 entre John Vorster et Ian Smith, Muzorewa et Sitholé se rendent conjointement au Malawi, pour rencontrer le président de ce pays Hastings Kamuzu Banda avec l'objectif d'obtenir le soutien de ce dernier dans le but de contrer le soutien que les dirigeants du Front Patriotique, Joshua Nkomo et Robert Mugabe, ont reçu des pays de la ligne de Front, que sont l'Angola, la Zambie, la Tanzanie, le Botswana et le Mozambique. En octobre 1977, une proposition conjointe anglo-américaine de règlement négocié est proposée par David Owen, le secrétaire britannique au Foreign Office, Cyrus Vance, le secrétaire d’État américain et Andrew Young, le représentant américain aux Nations-Unies. Passablement compliquée, elle sera finalement rejetée par toutes les parties au conflit.
Entretemps, le 24 novembre 1977, lors d’une réunion publique à Bulawayo, Ian Smith annonce un virage à 180° de sa politique en déclarant son ralliement au principe du « one man, one vote ». Ce revirement soudain précipite à partir du début du mois de décembre des négociations internes avec des groupes nationalistes noirs non-violents menés par Muzorewa et Sitholé. Le Front patriotique de Nkomo et Mugabe fut invité à la table des négociations mais refuse d'y participer.
Le 27 janvier 1978, Muzorewa quitta les pourparlers avec Ian Smith affirmant avoir été insulté par la délégation gouvernementale rhodésienne. Le 30 janvier le révérend Ndabaningi Sitholé fit la déclaration suivante à l'issue de ses discussions entre lui, Ian Smith le chef Jeremiah Chirau. (les seules qui ont lieu sans le Conseil national africain uni de Muzorewa.) (Des discussions au cours des quelles Smith, Sitholé et Chirau discutent d'un plan de règlement interne qui exclu le Front patriotique). (Si la délégation de l'UANC avait effectivement été expulsée de ces pourparlers, ma délégation n'hésiterait pas à se retirer de ces pourparlers. Conformément à mes propres souhaits et à ceux de mon propre conseil exécutif national, j'en propose une : que ces pourparlers devraient procéder sans l'UANC mais que la porte leur soit laissée ouverte pour rejoindre les pourparlers ; et deuxièmement, que tout soit fait pour que l'accord soit signé par les personnes présentes afin d'initier le processus de transfert du pouvoir de la minorité blanche à la majorité africaine. Le boycott de Muzorewa prit fin le 31 janvier, à la suite d'une rencontre entre le premier vice-président du Conseil national africain uni James Chikerema et le vice premier ministre rhodésien David Smith. Le 15 février 1978 après deux mois de négociations Ian Smith et le dr Eliot Gabella du Zimbabwe African National Union – Ndonga annoncent qu’un accord a été trouvéCe faisant Smith, Muzorewa et Sitholé prennent de vitesse l'ambassadeur des Etats Unis aux Nations unies, Andrew Young, Cyrus Vance le secrétaire d'état américain et le ministre des affaires étrangères anglais David Owen qui avaient tenté depuis le 30 janvier 1978 de convaincre à Malte les leaders du Front patriotique, Joshua Nkomo et Robert Mugabe d’accepter le plan anglo-américain de règlement négocié.
Le 3 mars 1978, Smith et trois dirigeants africains modérés, Muzorewa, le révérend Sitholé et le Chef Jeremiah Chirau signent « l'accord de Salisbury, annoncé le 15 février 1978 » selon les termes duquel un gouvernement multiracial intérimaire serait constitué chargé de mettre en place une nouvelle constitution. En outre, la Rhodésie deviendrait le Zimbabwe-Rhodésie à la suite d'élections multiraciales au suffrage universel. Plus précisément, le texte prévoit un président élu au suffrage universel pour un mandat de dix ans, un parlement bicaméral composé d'un sénat de 30 membres élus (20 noirs dont 10 chefs tribaux et 10 blancs) et d'une assemblée de 100 députés où 28 sièges sur 100 seraient réservés aux seuls blancs (3 % de la population) pendant une période de dix ans. Les 72 autres parlementaires seraient élus sur une liste générale pour laquelle chaque adulte, quelle que soit sa couleur de peau, aurait une voix. L'accord interne est cependant mal perçu à l'étranger car la police, l'armée, le système judiciaire et la fonction publique resteraient contrôlés par les blancs durant encore au moins cinq ans. Néanmoins, le 21 mars 1978, le premier gouvernement multiracial de Rhodésie est formé avec un conseil exécutif de transition réunissant les signataires de l’accord de Salisbury.

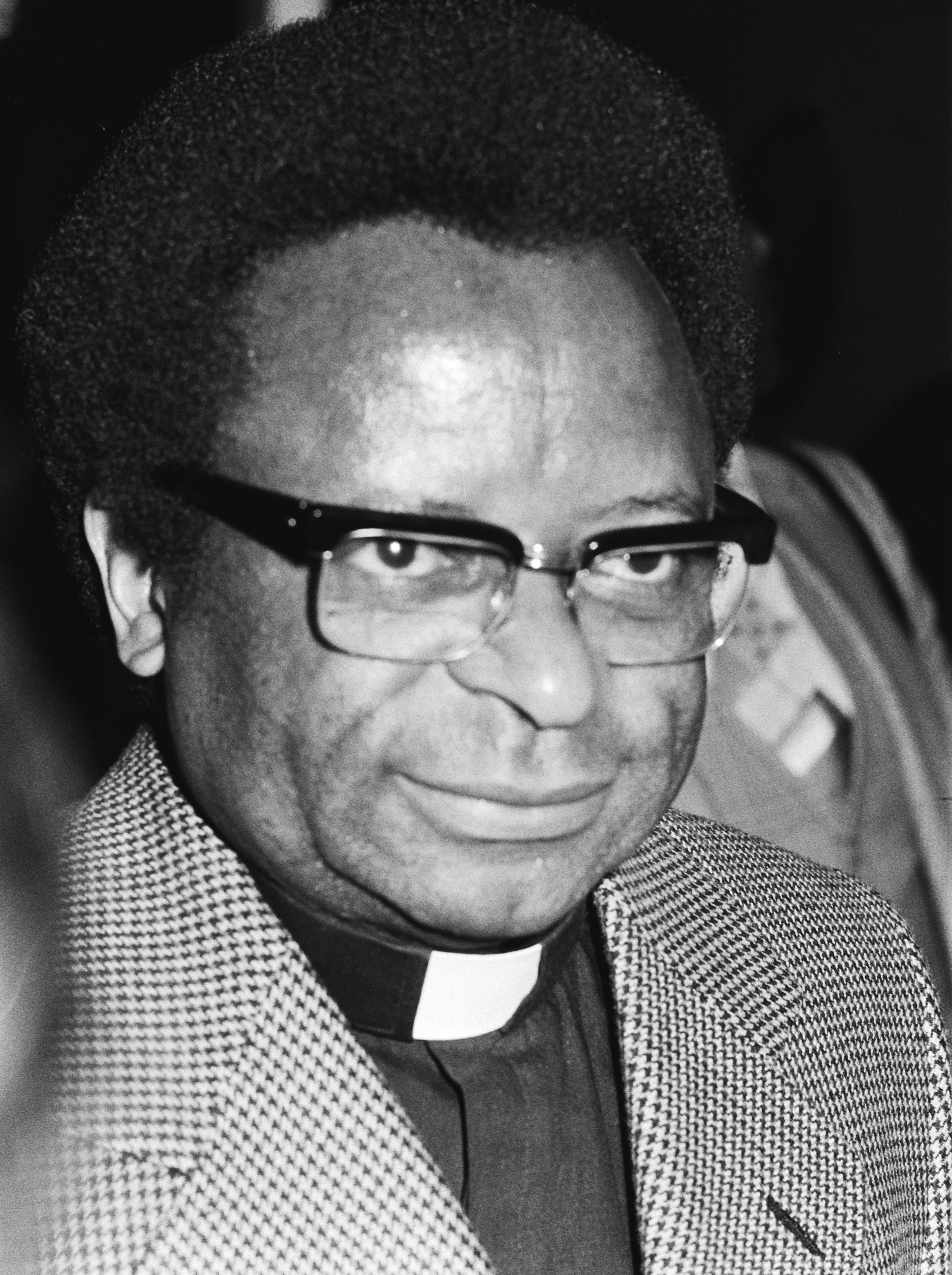
L'évêque Abel Muzorewa devint le premier premier ministre noir du pays en juin 1979 à la suite de la signature de l'« accord interne » avec Smith l'année précédente

Les discussions entre Smith et Nkomo reprirent en août 1978 mais le 3 septembre, la ZIPRA abattit le vol 825 d'Air Rhodesia avec un missile sol-air et massacra la dizaine de survivants sur le site de l'écrasement. Smith mit fin aux négociations, instaura la loi martiale dans la plus grande partie du pays et ordonna des opérations de représailles contre les bases nationalistes en Zambie et au Mozambique. Smith, Muzorewa et Sithole se rendirent aux États-Unis en octobre 1978 pour défendre leur accord et rencontrèrent Kissinger, Ford et d'autres personnalités dont le futur président Ronald Reagan. La ZIPRA abattit un autre avion civil le 12 février 1979 et tous les passagers furent tués dans l'explosion.
85 % de l'électorat blanc approuva l'accord interne par référendum le 30 janvier 1979 et Smith dissout le Parlement le 28 février. Le Front rhodésien remporta tous les sièges blancs lors des élections d'avril 1979 tandis que l'UANC de Muzorewa arriva en tête du vote populaire avec 67 % des voix. Le scrutin qualifié d'« imposture » par la résolution 423 du Conseil de sécurité des Nations unies fut boycotté par le PF ; de son côté, Sithole, stupéfait que son parti n'ait remporté que 12 sièges contre 51 pour l'UANC, désavoua l'accord et affirma que l'élection avait été truquée en faveur de Muzorewa,. Mugabe qualifia l'évêque de « marionnette néocoloniale » et déclara que la lutte de la ZANLA continuerait « jusqu'au dernier homme »; Nkomo fit de même pour la ZIPRA. Le 1er juin 1979, jour de la création officielle du Zimbabwe-Rhodésie, Muzorewa devint premier ministre à la tête d'un gouvernement de coalition UANC-RF composé de douze noirs et de cinq blancs. Smith fut nommé ministre sans portefeuille mais Nkomo le surnomma rapidement le « ministre avec tous les portefeuilles ».
Un groupe d'observateurs du Parti conservateur britannique rapporta que les élections d'avril 1979 avaient été équitables et le nouveau premier ministre conservateur Margaret Thatcher envisagea de lever les sanctions internationales,,. Dans le même temps, le sénat américain, adopta une résolution demandant au président Carter de faire de même et de reconnaître le nouveau gouvernement du Zimbabwe-Rhodésie. Les deux chefs d'État décidèrent finalement ne pas accepter le nouveau régime du fait de la poursuite de l'aide internationale aux groupes nationalistes noirs,,. Après la réunion des chefs de gouvernements du Commonwealth à Lusaka en août 1979, le secrétaire aux Affaires étrangères britannique Peter Carrington invita le gouvernement de Muzorewa et le Front patriotique à une conférence à Lancaster House à Londres à partir du 10 septembre ; Smith fit partie de la délégation. Plusieurs aspects de l'accord interne furent conservés comme une déclaration des droits de l'homme et la garantie que les propriétaires terriens seraient dédommagés lors de la réforme agraire opérée par l'État ; il fut également décidé de réserver aux blancs 20 des 100 sièges de l'assemblée pour une durée d'au moins sept ans et de faire appliquer un cessez-le-feu entre les deux partis. De nouvelles élections devaient être organisées et un gouverneur britannique serait nommé pendant une brève période transitoire. La nouvelle constitution fut approuvée le 18 octobre et l'assemblée vota sa dissolution le 12 décembre 1979. Christopher Soames arriva à Salisbury le même jour pour devenir le dernier gouverneur du pays et il annonça que Smith serait amnistié pour la déclaration d'indépendance de 1965. Les accords de Lancaster House furent finalement signés le 21 décembre. Smith fut le seul délégué à s'opposer ouvertement au texte ; il refusa d'assister à la cérémonie de signature et aux célébrations qui suivirent et préféra dîner avec d'anciens compagnons d'armes de la RAF comme Douglas Bader.
Le gouvernement britannique et la communauté internationale estimèrent finalement que les élections de février 1980 avaient été équitables et justes même s'il fut rapporté un grand nombre d'intimidations et de violences contre les électeurs, en particulier de la part du ZANU, qui ajouta Front patriotique à son nom pour devenir le « ZANU-PF ». Les observateurs britanniques dans les provinces orientales dominées par le ZANU-PF furent particulièrement critiques et rapportèrent des cas de meurtres devant servir d'exemple à ceux qui ne se conformeraient pas aux consignes et de saisie de documents permettant de savoir comment les individus avaient voté. Le groupe de contrôle du Commonwealth reconnut l'existence de ces irrégularités mais estima que leur ampleur était exagérée. Le RF remporta les 20 sièges blancs et Soames annonça le 4 mars 1980 que le ZANU-PF avait obtenu 57 des 80 sièges de la liste générale ; Mugabe disposait donc de la majorité à la nouvelle assemblée. Il invita Smith dans sa résidence dans la soirée et ce dernier rapporta qu'il fut traité avec la « plus grande courtoisie » ; Mugabe exprima sa joie d'hériter d'un « pays magnifique » avec des infrastructures modernes et une économie viable, présenta un programme prévoyant une transition progressive que Smith trouva raisonnable et déclara qu'il espérait maintenir des contacts réguliers avec lui. Cette rencontre eut un grand impact sur l'ancien premier ministre qui avait qualifié Mugabe d'« apôtre de Satan » avant l'élection et le présentait à présent comme « sobre et responsable ». Il nota dans son autobiographie : « Si cela était la réalité, alors l'espoir pourrait remplacer la désespérance. Lorsque je suis rentré chez moi, j'ai dit à Janet que j'espérais que cela n'était pas une hallucination ».

## Opposition

### Premières années

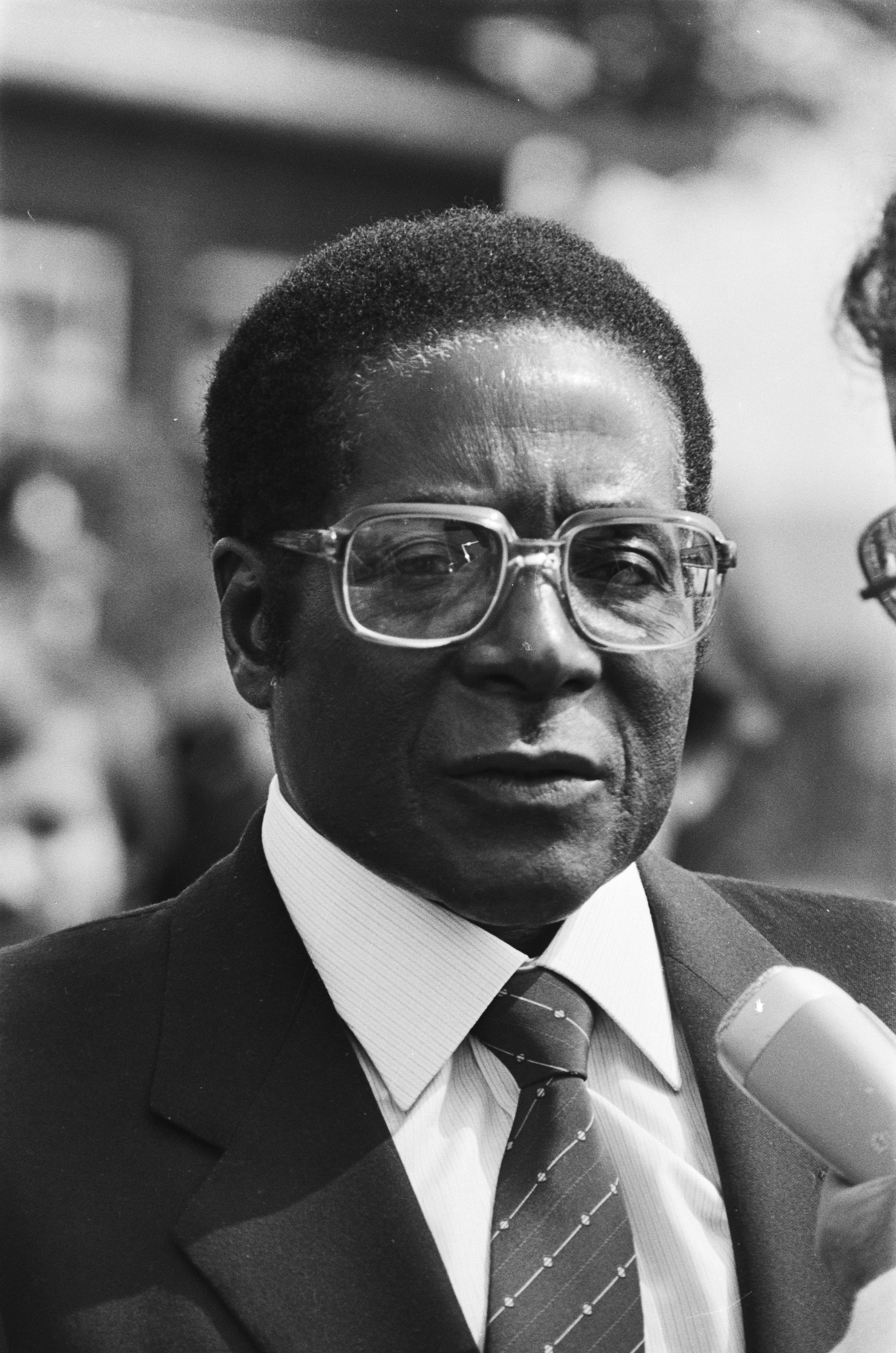
Robert Mugabe, élu premier ministre en 1980, affronta l'opposition menée par Smith jusqu'en 1987.

Le nouveau parlement du Zimbabwe commença ses travaux le 15 mai 1980, un mois après l'indépendance officielle du pays, et Smith devint le chef de l'opposition. Poursuivant la tradition rhodésienne, le gouvernement et l'opposition entrèrent dans l'assemblée par paires ; Smith et Mugabe marchèrent ainsi côte à côte avec les parlementaires de leurs partis respectifs derrière eux ce qui, pour l'historien Martin Meredith « symbolisait intelligemment l'esprit de réconciliation ». Comme près d'un millier de blancs quittaient le Zimbabwe chaque mois, Smith réalisa une allocution radiophonique pour leur demander de rester et de donner une chance au gouvernement de Mugabe mais plus de la moitié de la communauté blanche quitta le pays dans les trois années qui suivirent. Meredith nota qu'environ 100 000 restaient « réfugiés dans leur monde d'activités sportives, de clubs et de vie confortable ». Après son accession au pouvoir, Mugabe fit de grands efforts pour se rendre sympathique auprès des agriculteurs blancs qui représentaient 75 % des exportations agricoles du pays; du fait de l'explosion du prix des biens dans les années qui suivirent 1980, de nombreux fermiers blancs vinrent à soutenir le nouveau régime. Mugabe continua à échanger cordialement avec Smith jusqu'en 1981 quand ce dernier lui reprocha d'avoir demandé ouvertement la mise en place d'un parti unique; le premier ministre ne fut pas impressionné et, selon Smith, refusa de le revoir à nouveau.
En tant que principal opposant politique de Mugabe à la tête du Front républicain (RF), successeur du Front rhodésien après 1981, Smith se présenta comme le protecteur de ce qu'il appelait la « tribu blanche » du Zimbabwe. Il évoquait avec pessimisme le futur du pays en accusant l'administration Mugabe de corruption, d'incompétence et de vouloir créer un système de parti unique. Le Front républicain adopta une posture de plus en plus radicale après que Mugabe et d'autres membres du gouvernement aient commencé à dénigrer la communauté blanche dans les médias. Alors que les relations avec l'Afrique du Sud se détérioraient, plusieurs blancs zimbabwéens furent arrêtés sous prétexte d'espionnage et torturés. Lorsque Smith se plaignit que des blancs étaient emprisonnés sans procès selon des lois d'exception, divers membres du ZANU-PF indiquèrent qu'ils avaient eux-mêmes été détenus bien plus longtemps et selon la même législation par le gouvernement de Smith. Mugabe admit ouvertement que les personnes suspectées d'espionnage étaient torturées, que certaines de celles innocentées par la cour suprême étaient immédiatement arrêtées à nouveau et accusa les critiques occidentaux de ne se préoccuper de la situation uniquement parce que les victimes étaient blanches.
Smith se rendit en Grande-Bretagne et aux États-Unis en novembre 1982 et critiqua violemment le Zimbabwe en affirmant à la presse que Mugabe transformait le pays en une dictature totalitaire d'inspiration marxiste-léniniste. Les représailles gouvernementales furent immédiates ; à son retour, la police fit une descente dans une exposition d'art où il était invité d'honneur à Harare, le nouveau nom de Salisbury, et arrêta avant d'interroger tous les participants. Une semaine plus tard, la police confisqua son passeport en raison de ses critiques du Zimbabwe alors qu'il se trouvait à l'étranger. Ses résidences à Harare et de Gwenoro furent perquisitionnées dans les semaines qui suivirent et Smith déclara que cela « faisait partie d'une tactique destinée à m'intimider et à démoraliser les blancs ». Certains parlementaires du RF quittèrent le parti pour siéger en indépendants en considérant qu'affronter constamment Mugabe était inutile et contre-productif. Smith resta néanmoins convaincu que personne ne pourrait protéger les blancs zimbabwéens s'ils ne restaient pas ensemble pour défendre leurs intérêts au Parlement.
Le journaliste américain Smith Hempstone écrivit plus tard que l'ancien premier ministre était déterminé à « disparaître… en utilisant toutes ses armes rhétoriques ». Il souffrait cependant d'une santé de plus en plus fragile et en juin 1982, il s'effondra en tremblant dans l'assemblée. Atteint d'athérosclérose, il se rendit en Afrique du Sud à la fin de l'année pour se faire soigner. Comme le gouvernement avait saisi son passeport, il ne pouvait pas revenir au Zimbabwe et il obtint finalement un passeport britannique en avril 1983. Il déclara : « J'essaierai de récupérer mes papiers zimbabwéens… Je suis né ici et il s'agit du passeport avec lequel je dois voyager ». Smith récupéra ses papiers zimbabwéens au bout d'une année et en 1984, il déclara son intention de renoncer à sa nationalité britannique pour respecter une nouvelle législation zimbabwéenne interdisant la double nationalité. Le Royaume-Uni ne reconnaissait cependant pas la validité de cette loi et, selon Smith, les fonctionnaires britanniques refusèrent son passeport quand il tenta de leur rendre.

### Fin de carrière politique
Alors que les relations déjà tendues entre le ZANU-PF et le ZAPU dégénéraient en affrontements violents (en) du fait de la volonté de Mugabe de créer un parti unique, le premier ministre limogea Nkomo de son poste de ministre de l'Intérieur en février 1982 en l'accusant de vouloir organiser un coup d'État. L'année suivante, Mugabe déploya la 5e brigade formée par des officiers nord-coréens dans le Matabeleland, bastion du ZAPU, et cette dernière massacra des milliers de personnes dans ce qui fut appelé le Gukurahundi, un terme signifiant « pluies de printemps » en shona. Martin Meredith et Geoff Hill avancent que cette répression dépassa largement toutes les exactions commises durant la guerre du bush, et il y eut entre 10 000 et 30 000 morts selon les estimations. Mugabe prit également des mesures pour marginaliser les autres dirigeants nationalistes. Nkomo se réfugia au Royaume-Uni en mars 1983 car il craignait pour sa vie, Sithole fit de même aux États-Unis tandis que Muzorewa fut arrêté à la fin de l'année 1983 pour ses « liens subversifs » avec l'Afrique du Sud. À son arrivée en Grande-Bretagne, Nkomo accusa Mugabe de génocide et affirma que « la situation est maintenant pire qu'à tout moment sous Ian Smith ». Mugabe déclara que rien de grave ne se passait et attribua les rapports inverses à des « journalistes réactionnaires étrangers ».
Le gouvernement zimbabwéen menaçait régulièrement et publiquement Smith mais en pratique, il fut peu inquiété car Mugabe mentionnait fréquemment sa liberté comme une preuve de sa politique de réconciliation. Smith renomma le RF en Alliance conservatrice du Zimbabwe (CAZ) le 21 juillet 1984 et supprima la clause interdisant aux noirs d'en être membre. Le nouveau parti remporta quinze des vingt sièges blancs lors de l'élection de 1985 et Smith arriva en tête dans le district de Bulawayo central. Mugabe considéra que « les racistes de ce pays » défiaient son gouvernement, et déclara vouloir supprimer immédiatement les sièges réservés aux blancs qui, selon lui, compromettaient la « souveraineté de [son] peuple ». Quand Smith décrivit le gouvernement zimbabwéen comme « illettré » à la BBC Television en novembre 1985, Mugabe déclara à l'assemblée que Smith était un « incorrible [sic] raciste… qui aurait dû être pendu depuis bien longtemps ». À la fin du mois, le proche ami et soutien politique et financier de Smith et de son parti, « Boss » Lilford, fut retrouvé mort sur sa propriété. Smith décrivit la victime comme un homme « prêt à mourir pour ses principes » mais refusa d'évoquer une possible motivation politique pour son meurtre en déclarant simplement qu'« il serait prématuré de tirer des conclusions ».
Smith était alors à la fin de sa carrière politique mais son opposition ouverte continuait d'irriter le gouvernement de Mugabe. Il fut déclaré « membre d'une cinquième colonne » par le ministre de l'information Nathan Shamuyarira en février 1987 après qu'il eut indiqué à un groupe d'hommes d'affaires sud-africains que leur pays pourrait résister aux sanctions économiques liées à l'apartheid si tous les blancs sud-africains se tenaient ensemble. Trois mois plus tard, il fut exclu du parlement zimbabwéen pour un an après des commentaires critiques envers le pouvoir ; il démissionna de la tête du CAZ peu après. Ses quatre décennies de parlementaire prirent officiellement fin en septembre 1987 quand, comme convenu lors des accords de Lancaster House, le ZANU-PF supprima les sièges blancs dans le cadre d'un programme de profondes réformes constitutionnelles. La fonction de premier ministre fut supprimée le mois suivant et Mugabe devint le premier président du Zimbabwe deux mois plus tard. En 1988, Nkomo accepta l'intégration du ZAPU dans le ZANU-PF donnant ainsi naissance à un parti unique d'inspiration marxiste-léniniste contrôlé par Mugabe.
Cela marqua la fin de la carrière politique de premier plan de Smith et mais il resta actif dans l'opposition. En juillet 1992, il présida un rassemblement au cours duquel le CAZ, l'UANC de Muzorewa, le ZANU-Ndonga de Sithole et le Mouvement uni du Zimbabwe de Edgar Tekere (en) formèrent une coalition afin de battre Mugabe et le ZANU-PF lors des prochaines élections parlementaires. Ce rapprochement donna naissance au Front uni que Smith accepta de présider en avançant qu'il n'avait plus d'ambitions politiques et pouvait donc représenter un dirigeant neutre. Ce parti se désintégra néanmoins rapidement du fait des divergences entre ses différentes composantes et ne se présenta jamais à une élection. Smith, Muzorewa et Sithole tentèrent à nouveau sans succès de former une coalition en vue des élections de 2000.

## Retraite

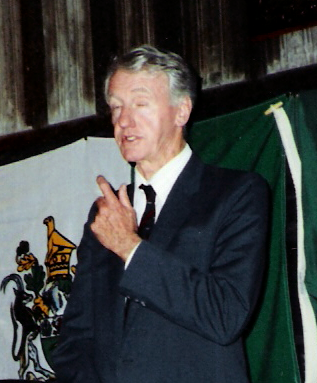
Smith en 1990 lors d'un banquet donné en son honneur par le Conservative Monday Club.

À la fin de sa vie, Ian Smith vivait dans une maison sans prétention d'Harare et, selon le journaliste David Blair, « la porte d'entrée était toujours ouverte et quiconque passant dans la rue pouvait être invité à prendre le thé ». Il était toujours propriétaire de Gwenoro mais avait délégué sa gestion après la mort de son épouse en 1994. Il déclara à plusieurs reprises qu'il ne quitterait jamais le Zimbabwe; Il dit à un ami : « Ne soyez pas intimidé par les émeutes, gardez la tête haute, n'ayez pas peur… Montrez que vous ne fléchissez pas et le gouvernement vous laissera tranquille ». Il consacra une grande partie de son autobiographie de 1997, The Great Betrayal (« La Grande Trahison »), à la critique de l'administration Mugabe et des différents dirigeants britanniques qu'il accusait d'avoir abandonné la Rhodésie ; il défendit également ses actions de premier ministre et félicitait Nelson Mandela en l'appelant le « premier homme d'État noir » d'Afrique. La popularité de Smith auprès des Zimbabwéens blancs fut démontrée par les larges foules qui se rassemblèrent en décembre 1997 à Harare pour qu'il signe leurs exemplaires de son autobiographie. L'historienne Josephine Fisher nota qu'« ils cachaient leurs visages et se tournaient vers le mur alors que les caméras de la télévision enregistraient leur « trahison » pour les journaux du soir ». Tous les blancs du pays n'étaient cependant pas de cet avis et certains considéraient que son refus obstiné de reconnaître ce qu'ils considéraient être des erreurs passées faisait que toute la communauté blanche était regardée avec suspicion.
Selon Martin Meredith, l'incurie du gouvernement et la corruption galopante au sein du ZANU-PF permirent à Mugabe et ses partisans d'acquérir des fortunes considérables aux dépens du pays ; il ajoute que le Zimbabwéen moyen vivait moins bien en 2000 qu'en 1980 : « La moyenne des salaires était plus faible, le taux de chômage avait triplé, les services publics s'écroulaient et l'espérance de vie s'effondrait ». Comme l'opposition au ZANU-PF se renforçait, Mugabe chercha en 2000 à obtenir le soutien des noirs ruraux en engageant une vaste réforme agraire ; ses partisans, officiellement désignés comme des « anciens combattants » s'emparèrent, souvent par la force et sans dédommagement, des exploitations agricoles contrôlées par les blancs et les divisèrent avant de distribuer les parcelles aux fermiers noirs. La production agricole s'effondra et le produit intérieur brut de 2007 avait baissé de moitié par rapport à 1980.
Lorsqu'une cinquantaine d'activistes du ZANU-PF occupa brièvement Gwenero en mai 2000, Smith minimisa l'incident en avançant que les intrus étaient au chômage et s'ennuyaient. Cinq mois plus tard, il déclara lors d'un débat à l'université d'Oxford que Mugabe était « mentalement dérangé ». En réponse, le président annonça que Smith serait arrêté et jugé pour génocide s'il revenait au Zimbabwe. Ce dernier se moqua de cette menace : « J'aimerai voir ça. Laissez le faire, cela me donnera la possibilité de montrer au monde la vérité à propos de ce gangster… Je lui donnerai la date et l'heure de l'arrivée de mon vol pour qu'il puisse m'accueillir à l'aéroport ». Une foule de journalistes se massa à l'aéroport international d'Harare le 7 novembre 2000 pour assister à son arrestation mais l'accueil fut chaleureux et l'ancien premier ministre traversa sans problème le terminal. Indiquant aux journalistes qu'il était déçu de ne pas avoir affronté une quelconque opposition, il ajouta : « Nous avons ici un président qui est mentalement instable et qui fait des déclarations sans lien avec la réalité » ; il rentra chez lui sans problèmes.
Au début du mois de septembre 2001, des militants du ZANU-PF tentèrent à nouveau de chasser Smith de sa ferme. L'ancien premier ministre téléphona au gouverneur de la province qui envoya des policiers pour chasser les intrus. Selon lui, les militants furent stupéfaits d'apprendre que les autorités étaient de son côté et ils partirent avant même l'arrivée des forces de l'ordre. L'année suivante, il perdit son passeport après un durcissement de la législation sur la double nationalité. Affirmant que le gouvernement de Mugabe n'avait pas le droit de le déchoir de sa nationalité zimbabwéenne, Smith refusa de renoncer à sa nationalité britannique même s'il n'avait pas eu de passeport britannique depuis des années. Par conséquent, les autorités refusèrent de renouveler son passeport en mars 2002. Les médias contrôlés par le pouvoir rapportèrent qu'il avait « automatiquement cessé d'être un citoyen du Zimbabwe » à l'expiration du passeport car il n'avait pas renoncé à la citoyenneté britannique avant la date limite du 8 janvier. Smith avança que cette déchéance était illégale et qu'il était apatride, une affirmation rejetée par le ministre de l'Intérieur John Nkomo, qui indiqua qu'il pouvait rester dans le pays mais qu'il ne recevrait pas un nouveau passeport avant qu'il ait renoncé à sa nationalité britannique.
En 2002, la communauté blanche du Zimbabwe ne comptait plus que 50 000 personnes contre environ 300 000 dans les années 1970 et la plupart, comme Smith, étaient âgées. L'ancien premier ministre avait perdu la plus grande partie de sa notoriété internationale mais il conservait une grande popularité auprès de l'opposition qui le considérait comme un symbole de la résistance à Mugabe,,. Le journaliste R. W. Johnson rapporta que lors d'un discours à l'université du Zimbabwe, sa description de Mugabe et du ZANU-PF comme des « gangsters » incompétents et corrompus lui valut une ovation de la salle. En 2002, il mit au défi Mugabe de venir avec lui dans un village pour voir qui recevrait le meilleur accueil : « Un seul d'entre nous en sortira vivant. Je suis prêt à tester cela immédiatement. Pas lui ».

## Mort
Smith se rendit en Afrique du Sud pour raisons de santé en 2005 et s'installa dans une maison de retraite surplombant la mer à St James dans la banlieue sud du Cap. Il fut bouleversé par la mort de son fils Alec d'une crise cardiaque à l'aéroport de Londres Heathrow en janvier 2006. Les deux hommes étaient très proches malgré des différences assez marquées : Alec avait été toxicomane dans sa jeunesse et s'était opposé aux politiques de son père quand il était premier ministre.
Smith succomba à un accident vasculaire cérébral le 20 novembre 2007 à l'âge de 88 ans, et ses cendres furent dispersées par sa famille à Gwenero. La ferme resta la propriété de ses beaux-enfants jusqu'en décembre 2012 quand ils furent expropriés par l'administration Mugabe dans le cadre d'une réforme agraire ; elle appartient aujourd'hui à une université agricole.
Les enquêtes sur les fraudes électorales durant les élections présidentielle et législatives de 2008 révélèrent que Smith et des centaines de milliers d'autres personnes décédées continuaient à figurer sur les listes électorales et avaient « voté » pour Mugabe. Son nom fut finalement supprimé en avril 2013 aux côtés de 350 000 autres.

## Héritage
En tant que dirigeant du Front rhodésien et de ses successeurs, Smith fut la figure la plus importante de la communauté blanche du pays ; pour l'historien Mordechai Tamarkin, le premier ministre était un « symbole et une figure paternelle » qui « incarnait la Rhodésie blanche ». Ses partisans le considèrent comme un symbole de résistance et d'intégrité « qui comprenait les vérités déplaisantes de l'Afrique » tandis que ses opposants le décrivent comme un « raciste invétéré ». Sa détermination à préserver la position de la minorité blanche en Rhodésie poussèrent de nombreux africains noirs à le considérer comme un symbole de cette domination injuste,. Smith nia toujours avoir été motivé par des préjugés racistes et lors d'une interview en 1987, il déclara qu'il avait défendu les principes occidentaux et que « c'était le marxisme que je combattais, pas les noirs ». Il n'exprima jamais aucun regret pour ses actions en tant que premier ministre et avança que la situation politique et économique catastrophique du Zimbabwe gouverné par le ZANU-PF démontrent que ses prédictions étaient justes,,.
Pour l'historien Bill Schwarz, Smith et ses partisans réagirent au déclin de l'Empire britannique en imaginant que les Rhodésiens blancs deviendraient les « derniers survivants d'une civilisation perdue » ayant pour mission d'« assumer le rôle de la Grande-Bretagne historique » en l'absence de la puissance impériale. Le journaliste rhodésien Graham Boynton nota qu'« il parlait continuellement de la manière dont les Rhodésiens avaient été plus britanniques que les Britanniques et comment cette petite communauté de blancs justes et honnêtes avaient été trahis par, eh bien, à peu près tous ceux auxquels vous pouvez penser… Il était facile de se moquer de Ian Smith, mais il avait raison à la fois sur les trahisons et sur les qualités de nombreux hommes politiques africains ».
Smith était largement reconnu comme un formidable négociateur,. Smith Hempstone le considérait comme « un homme ayant trop de principes pour faire des compromis sur ce qu'il considérait être injuste » tandis que Welensky compara négocier avec lui à « essayer de clouer de la confiture à un mur ». Son collègue du Front rhodésien P. K. van der Byl rapporta qu'il avait « des nerfs d'acier » et la réputation d'être d'un homme au « calme imperturbable » qui jamais ne s'énervait ou haussait le ton. Pour le journaliste Peter Younghusband, il parlait d'un ton « peu inspirant même selon les standards rhétoriques rhodésiens » mais son contact familier et informel avec ses concitoyens faisait que de nombreux Rhodésiens blancs voyaient leur premier ministre comme un « type ordinaire et honnête », ce que Berlyn cite comme un facteur important de sa longévité politique. Welensky indiqua en 1978 qu'il avait « une influence quasi-hypnotique » sur l'électorat rhodésien, ce lui permit de remporter « élections après élection… sans problèmes ». Même ses adversaires reconnaissaient ses talents et Sithole déclara que « Smith est un guerrier. Il mena un grand combat pour son peuple. La façon dont nous combattions, nous étions comme deux taureaux… Je le respecte ».
Le sénateur et membre du Mouvement pour le changement démocratique (MDC), Patrick Kombayi, déclara après la mort de Smith que les Zimbabwéens lui devaient beaucoup : « Les routes que nous utilisons aujourd'hui ont toutes été construites par Smith. Toutes les infrastructures sont de Smith. Nous n'avons jamais souffert comme nous souffrons maintenant, car Smith s'occupait de l'économie qui soutenait tout le monde et ils avaient assez à manger. Lorsqu'il a quitté le pouvoir, la livre [britannique] était l'égale du dollar du Zimbabwe, mais le président Mugabe a détruit tout cela ». David Coltart, un autre membre du MDC, publia une déclaration après la mort de Smith louant sa modestie et son intégrité mais critiquant ce qu'il considère être ses « décisions politiques désastreuses en tant que premier ministre » ; Coltart estimait que ses politiques avaient radicalisé les nationalistes noirs, facilité la prise de pouvoir de Mugabe et par conséquent « contribua directement aux traumatismes dont souffre le Zimbabwe aujourd'hui ». Le journaliste Peter Godwin est du même avis et note que les lois d'exception instaurées par Smith pour combattre les nationalistes noirs formaient la base d'une grande partie de ce que Mugabe fit par la suite. En 2005, Peter Carrington déclara qu'il détestait autant Smith et Mugabe mais qu'il choisirait le second s'il avait « absolument à choisir »; pour lui, Smith était un « homme stupide et intolérant » responsable de tous les problèmes du Zimbabwe.
Tout en reconnaissant la position privilégiée que les blancs avaient sous Smith, plusieurs observateurs ont noté qu'avec le recul, de nombreux noirs le préféraient à Mugabe,,,,,,. R. W. Johnson note que « la popularité de Smith s'est améliorée inversement à la baisse de celle de Mugabe. Lorsqu'il marchait dans les rues d'Harare, les africains faisaient presque la queue pour lui serrer la main et le féliciter ». Boynton ajoute que « si vous vous rendiez à Harare aujourd'hui [en 2007] et demandiez aux Zimbabwéens noirs ordinaires qui ils préféreraient avoir comme dirigeant, Smith ou Mugabe, la réponse serait presque unanime ; et ce ne serait pas Mugabe ». La mort de Smith entraîna des déclarations virulentes des médias gouvernementaux. Le ministre de l'information adjoint Bright Matonga l'accusa d'être raciste, lui fit porter la responsabilité de milliers de morts et indiqua qu'« aucune personne saine d'esprit le pleurerait ou le regretterait ». Les journalistes occidentaux notèrent néanmoins que de nombreuses personnes dans les rues exprimaient leur tristesse,,.

## Famille
- Son épouse Janet Smith est décédée d'un cancer en 1994.
- Robert Duvenage, issu du premier mariage de Jane Smith avec Piet Duvenage, un joueur de rugby sud-africain, quitta la Rhodésie en 1970. Opposé à la domination blanche, il s'installa en Angleterre et cessa tout contact avec son beau-père pendant plusieurs années avant de se réconcilier avec lui.
- Jean Duvenage, belle-fille de Ian Smith et fille cadette de Jane, épousa, en 1967, Clem Tholet, un chanteur rhodésien de folk auteur des titres à succès "What a time", "Vagabond Gun" et "Rhodesians Never Die". Immigrée au Cap en Afrique du Sud après 1980, elle est veuve depuis 2004.
- Alec Smith, le fils de Ian et Jane Smith, est mort en février 2006 d'une crise cardiaque à l'aéroport d'Heathrow, au retour d'un voyage en Norvège. Il avait 57 ans. Les relations ont longtemps été orageuses entre Ian et Alec Smith avant de prendre fin dans les années 1990. Alec Smith avait alors aidé son père (veuf) à gérer sa ferme et à rédiger ses mémoires. Alec Smith avait été longtemps ostracisé aussi bien par les blancs de Rhodésie que par les noirs du Zimbabwe (qui lui avaient reproché d'être le fils de Ian Smith, en dépit de leurs oppositions politiques). Alec Smith laissa derrière lui son épouse, d'origine norvégienne, deux filles et un fils.

### Documents multimédias
- (en) Nécrologie de Ian Smith sur Al Jazeera comprenant sa dernière interview en août 2007
- (en) La Rhodésie de Ian Smith, (hommage de ses partisans)
- (en) Interview de Ian Smith
- (fr) La Rhodésie sous Ian Smith, en 1965, une archive de la Télévision suisse romande